# Liste Münchner Straßennamen/M

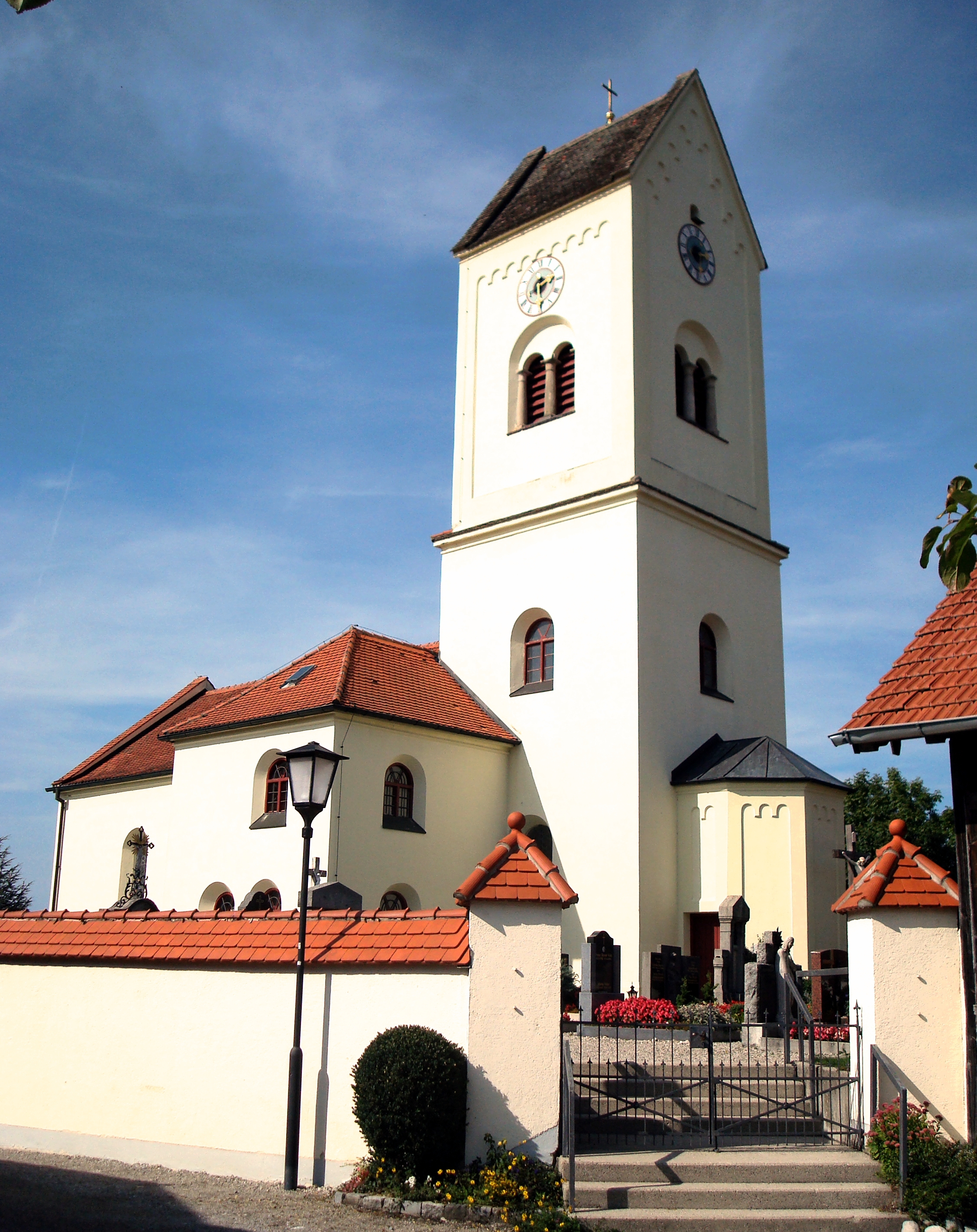
Pfarrkirche St. Johann Baptist in Machtlfing

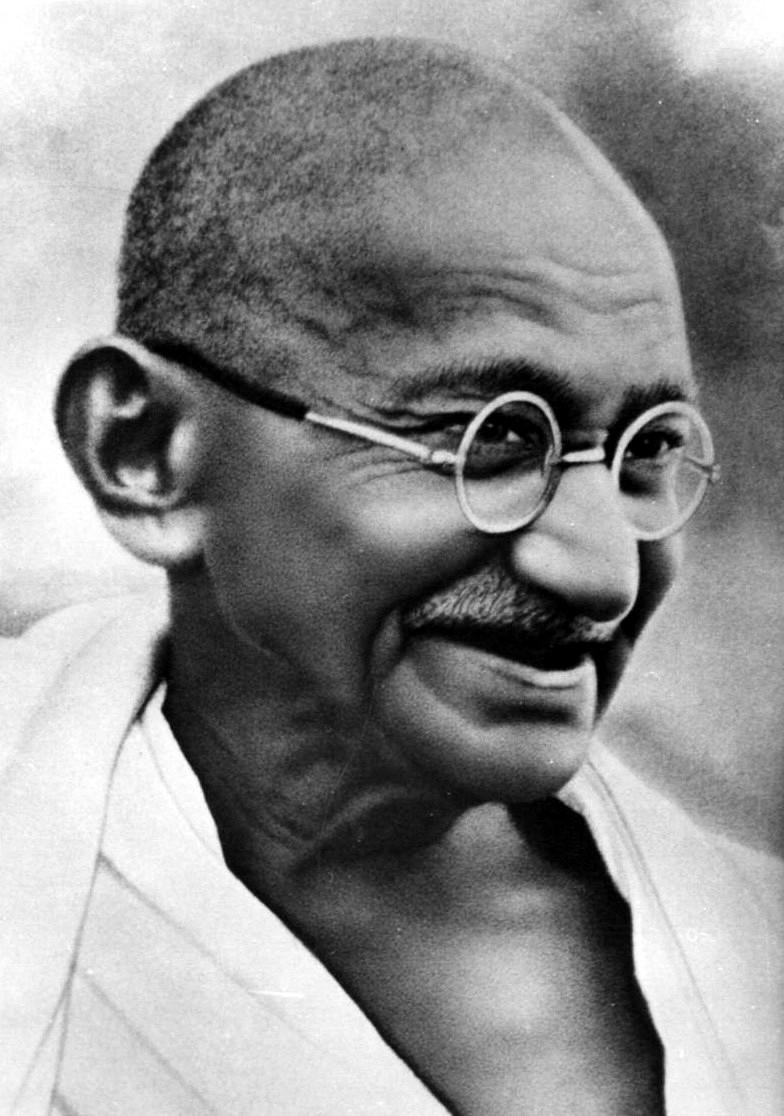
Mahatma Gandhi

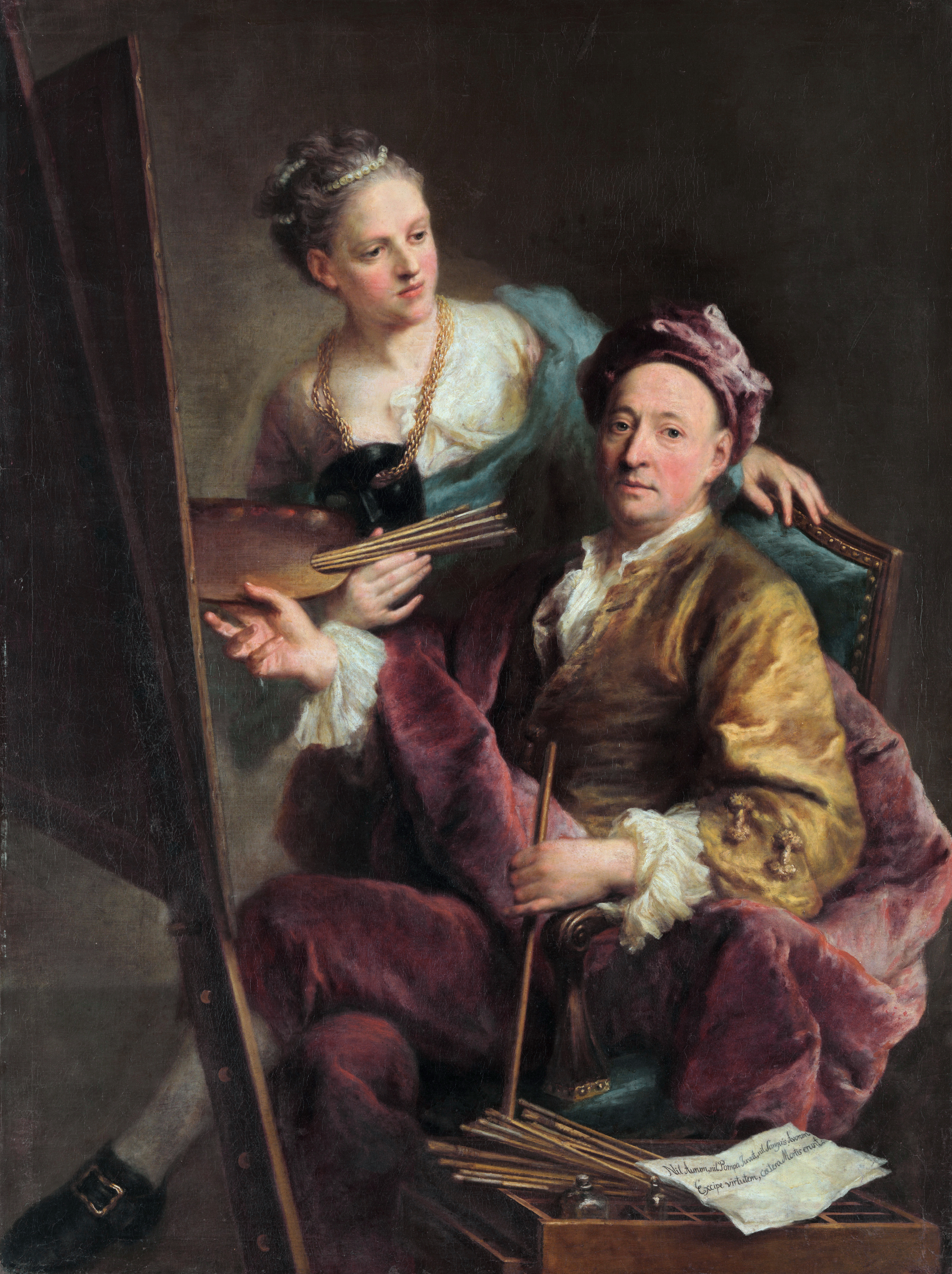
Georg Desmarées: Selbstporträt des Künstlers mit seiner Tochter

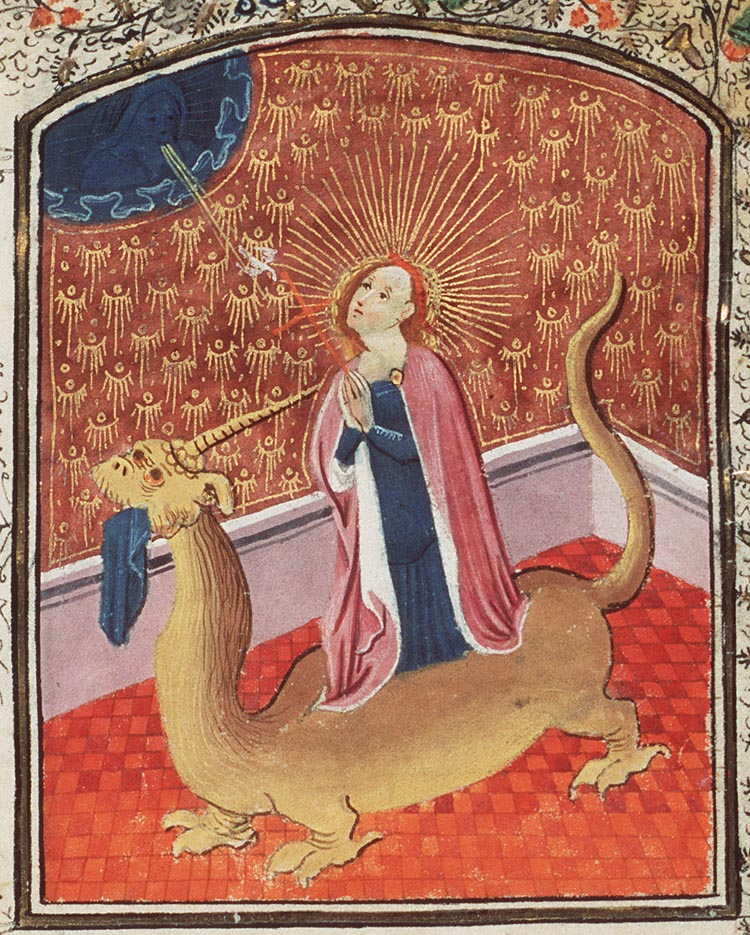
„Die hl. Margaret“, Niederlande um 1440

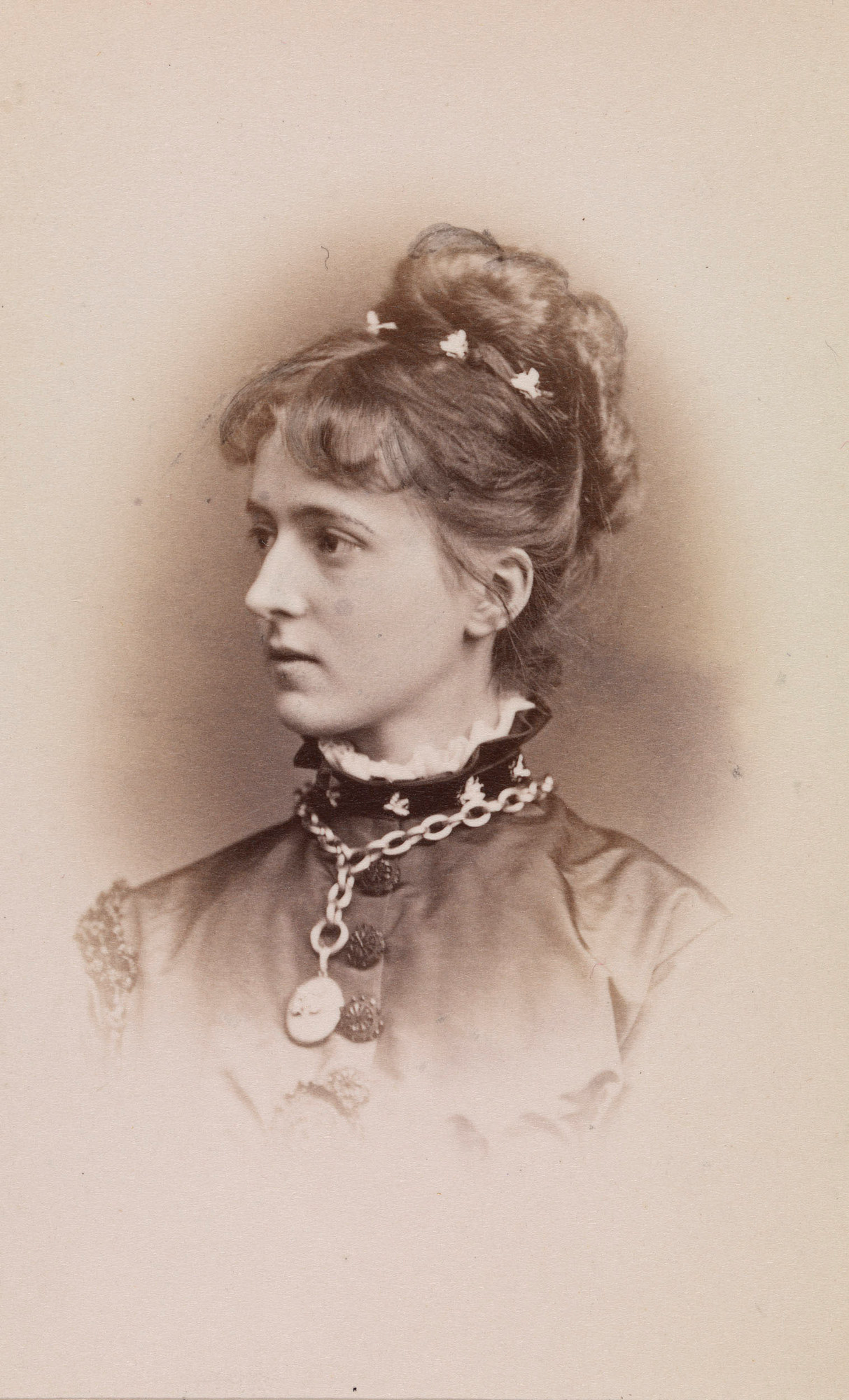
Maria Josepha von Portugal

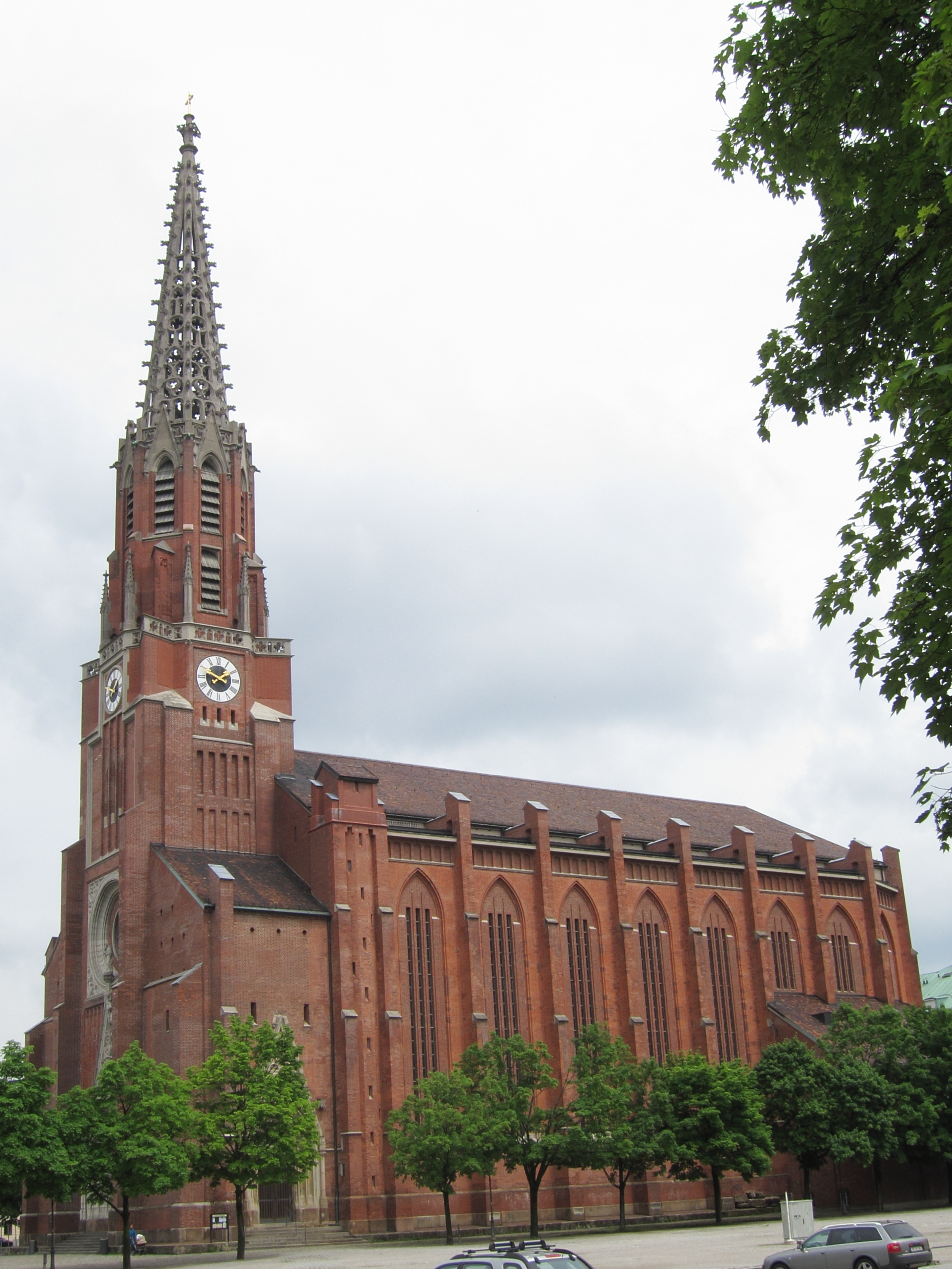
Mariahilfkirche

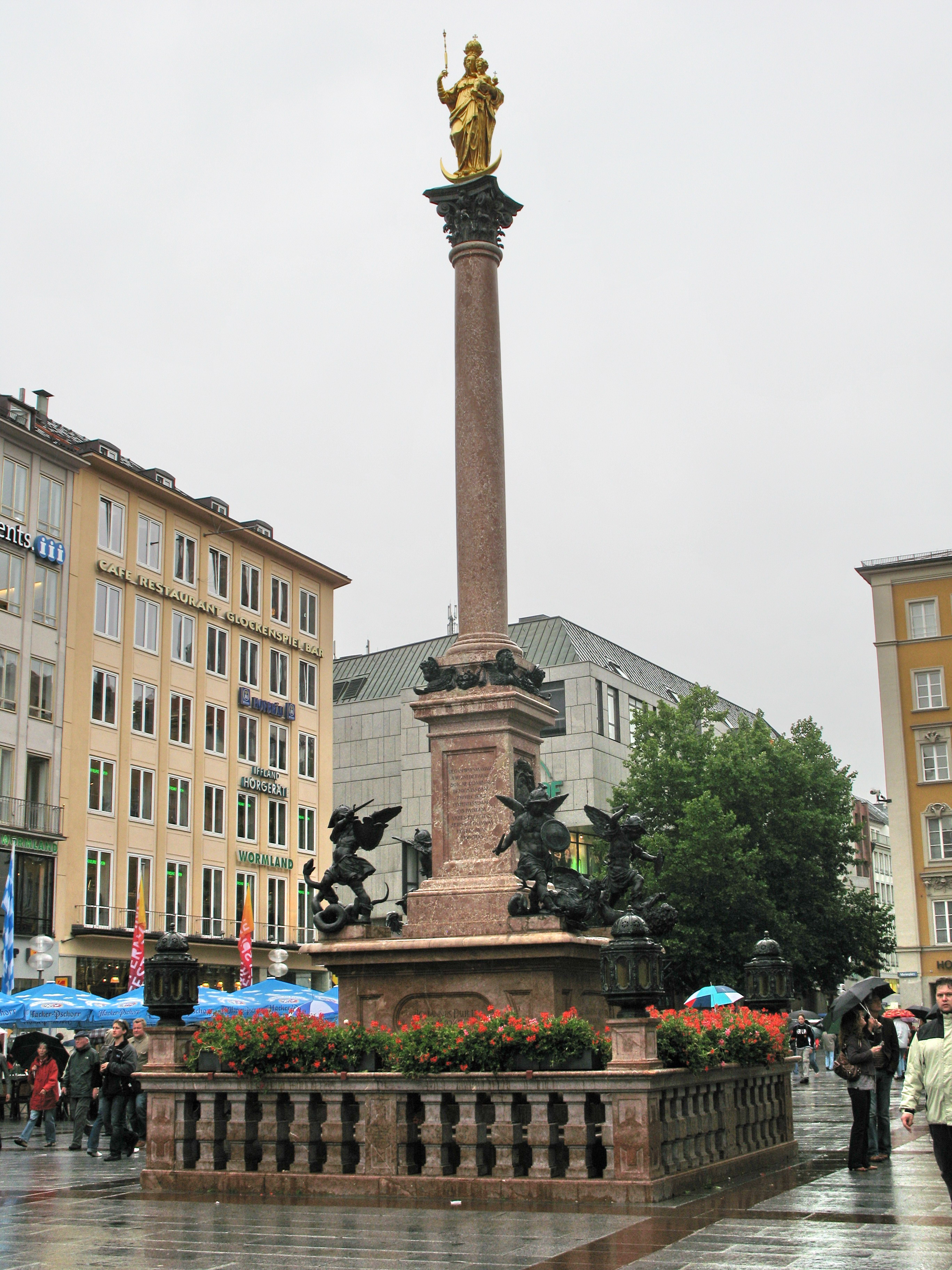
Mariensäule

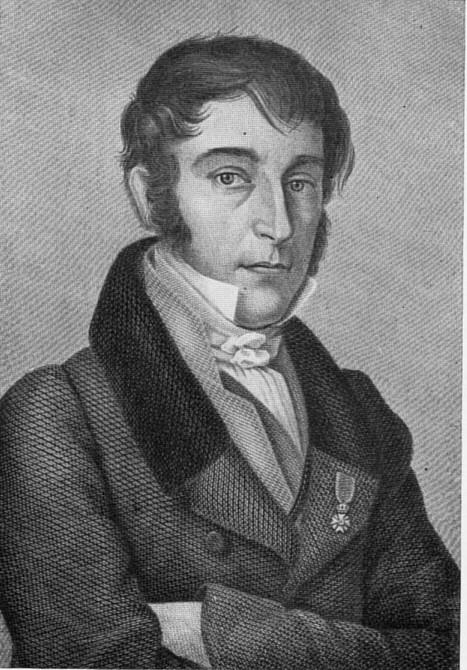
Carl Friedrich Philipp von Martius

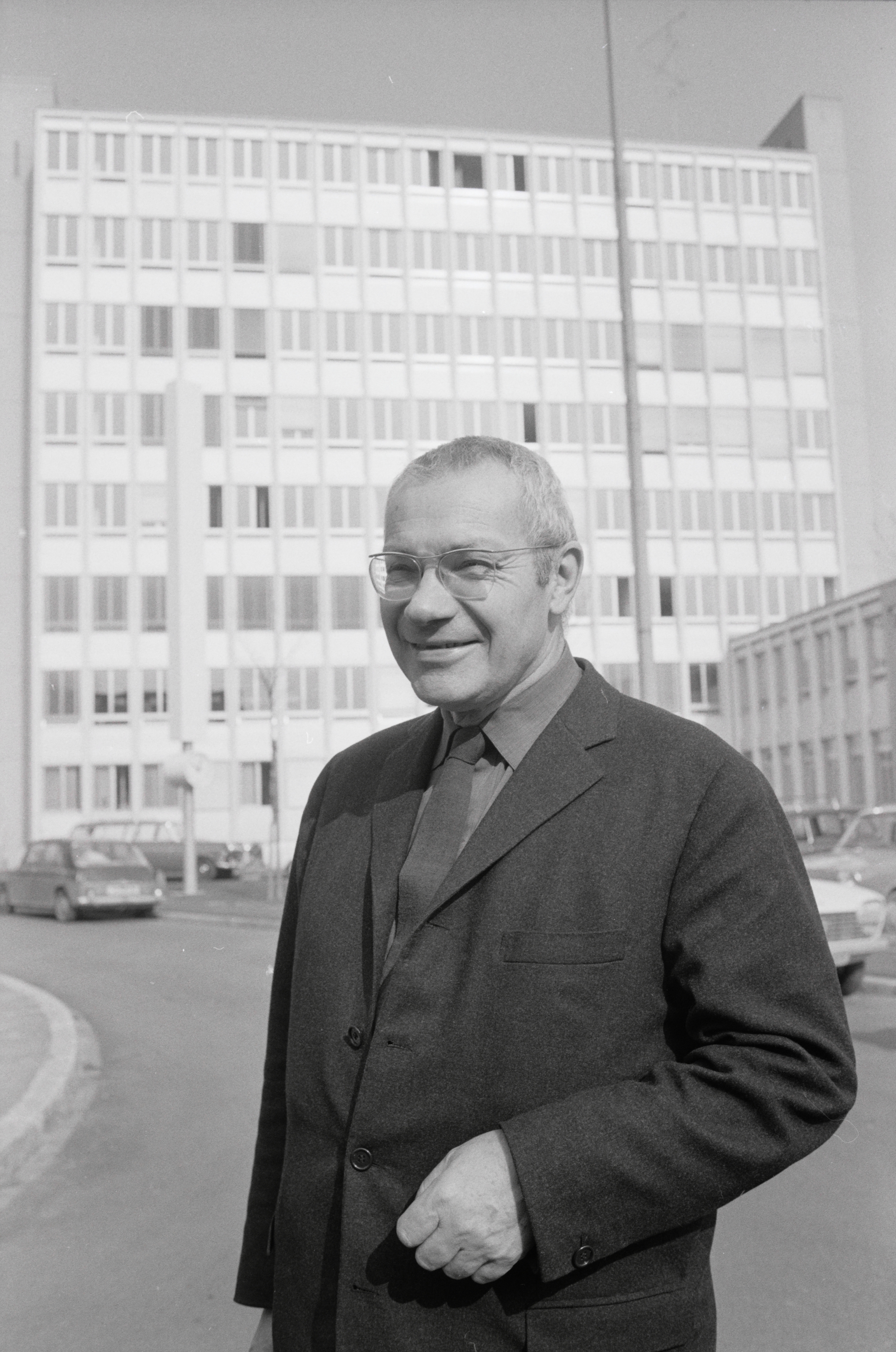
Max Bill

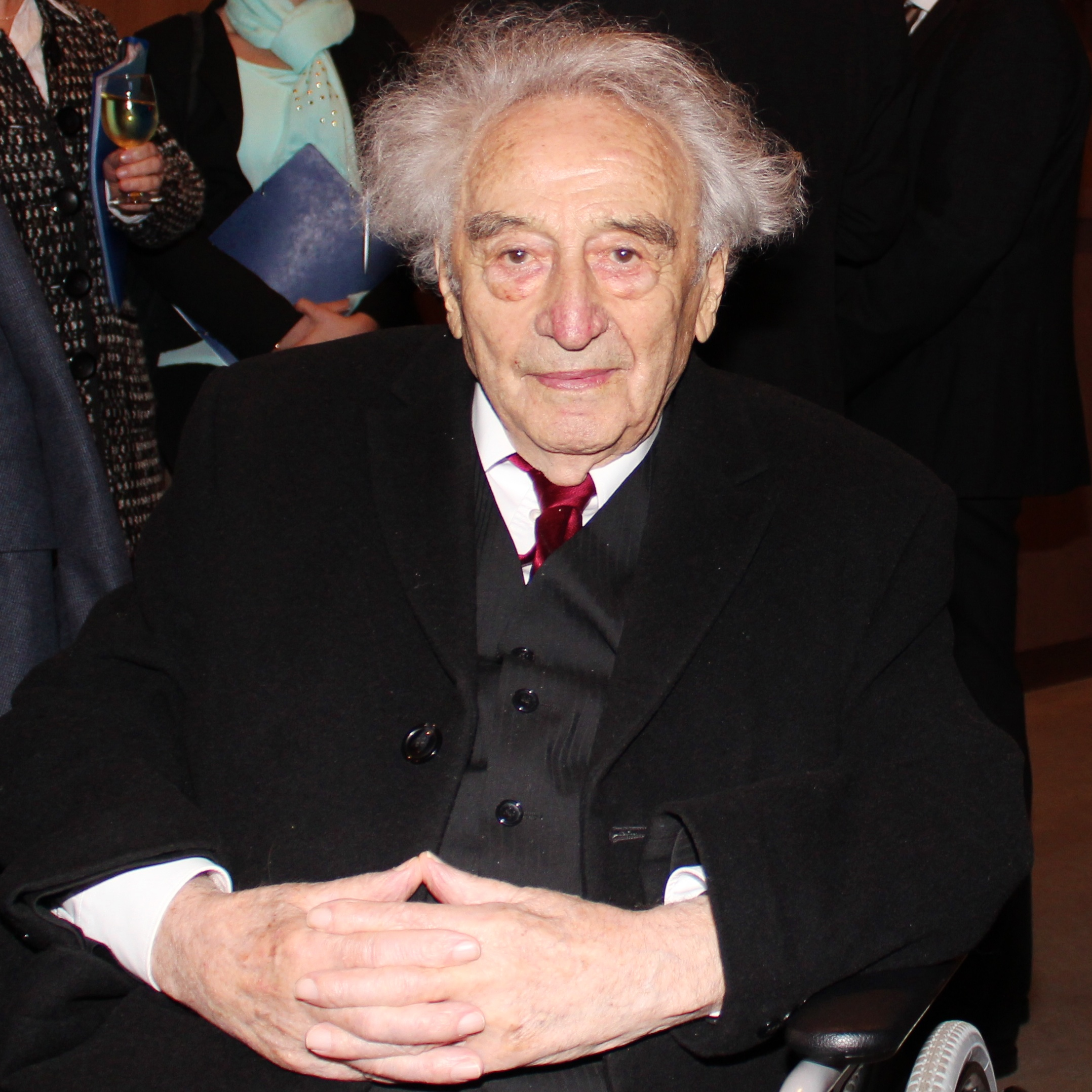
Max Mannheimer

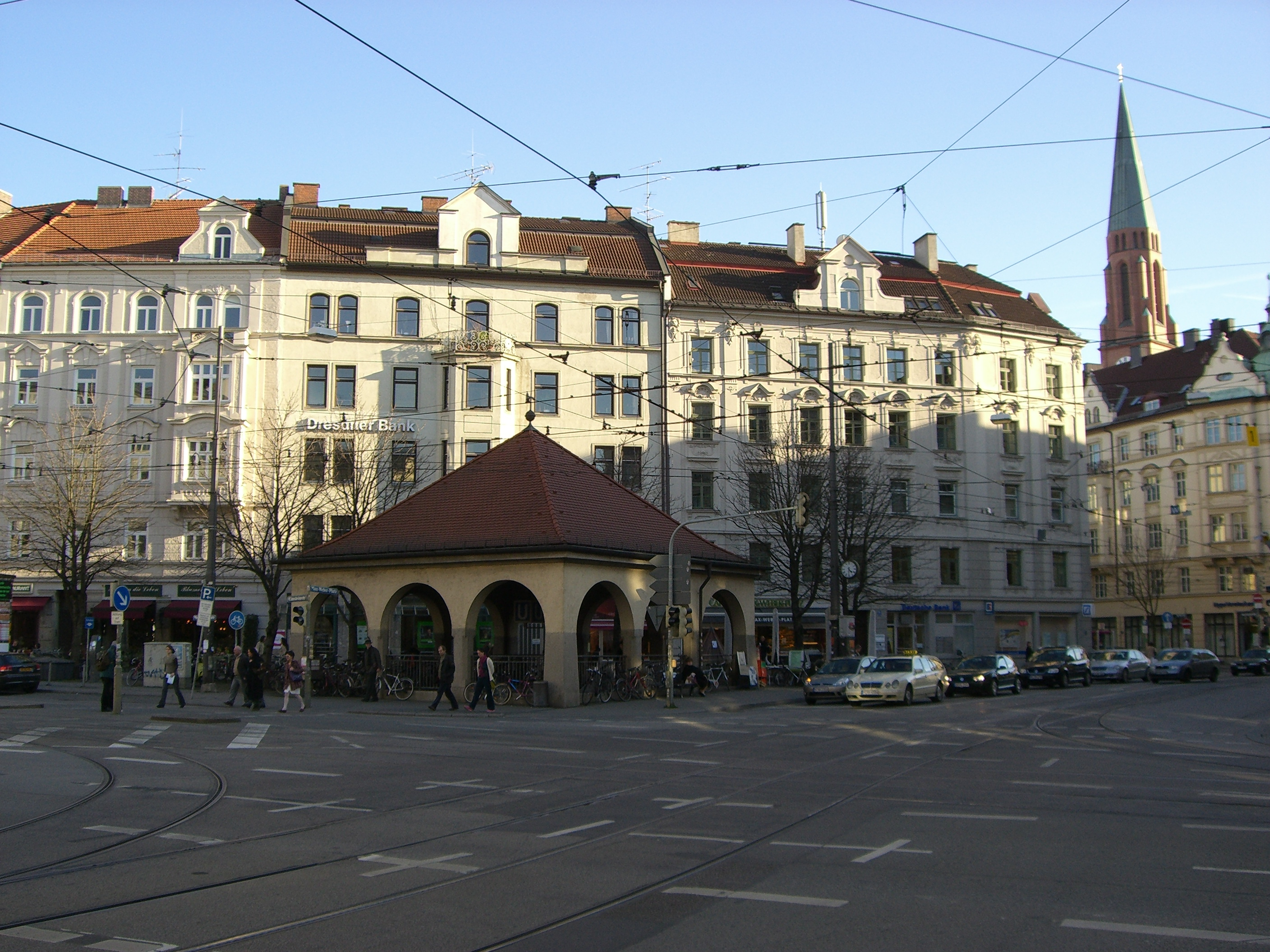
Max-Weber-Platz

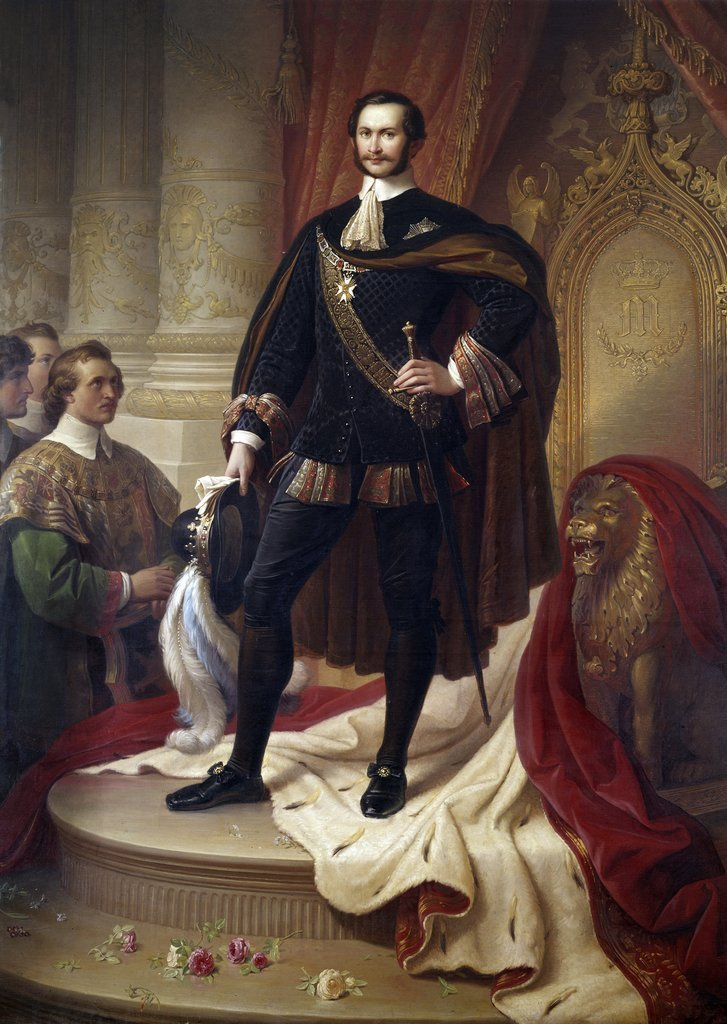
Maximilian II.

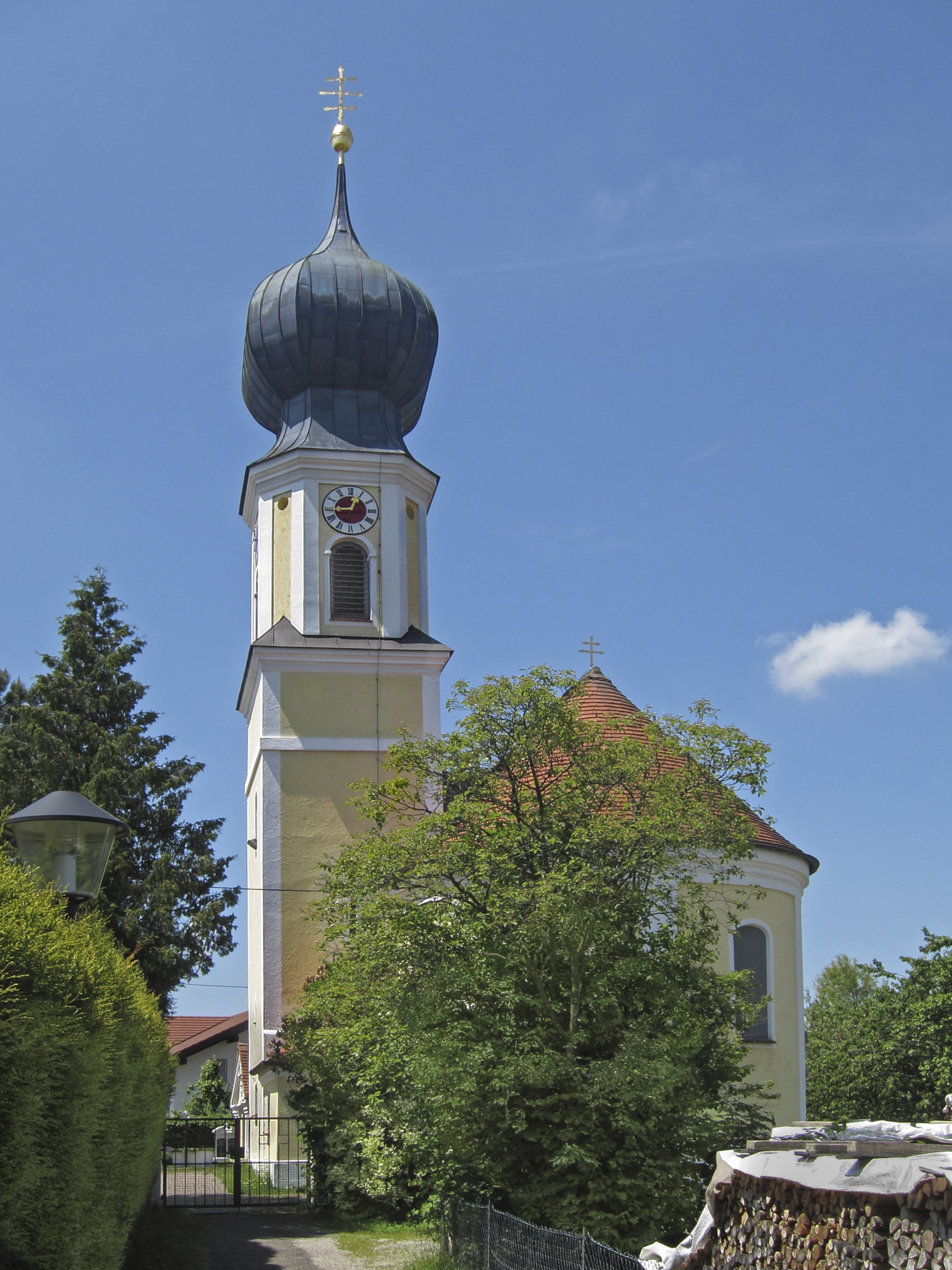
St. Urban, Mittbach

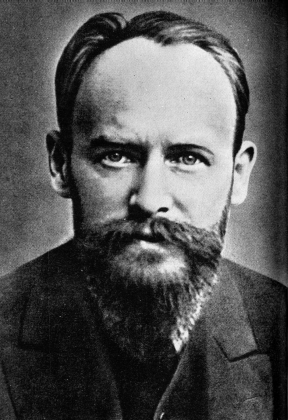
Der Schriftsteller Christian Morgenstern

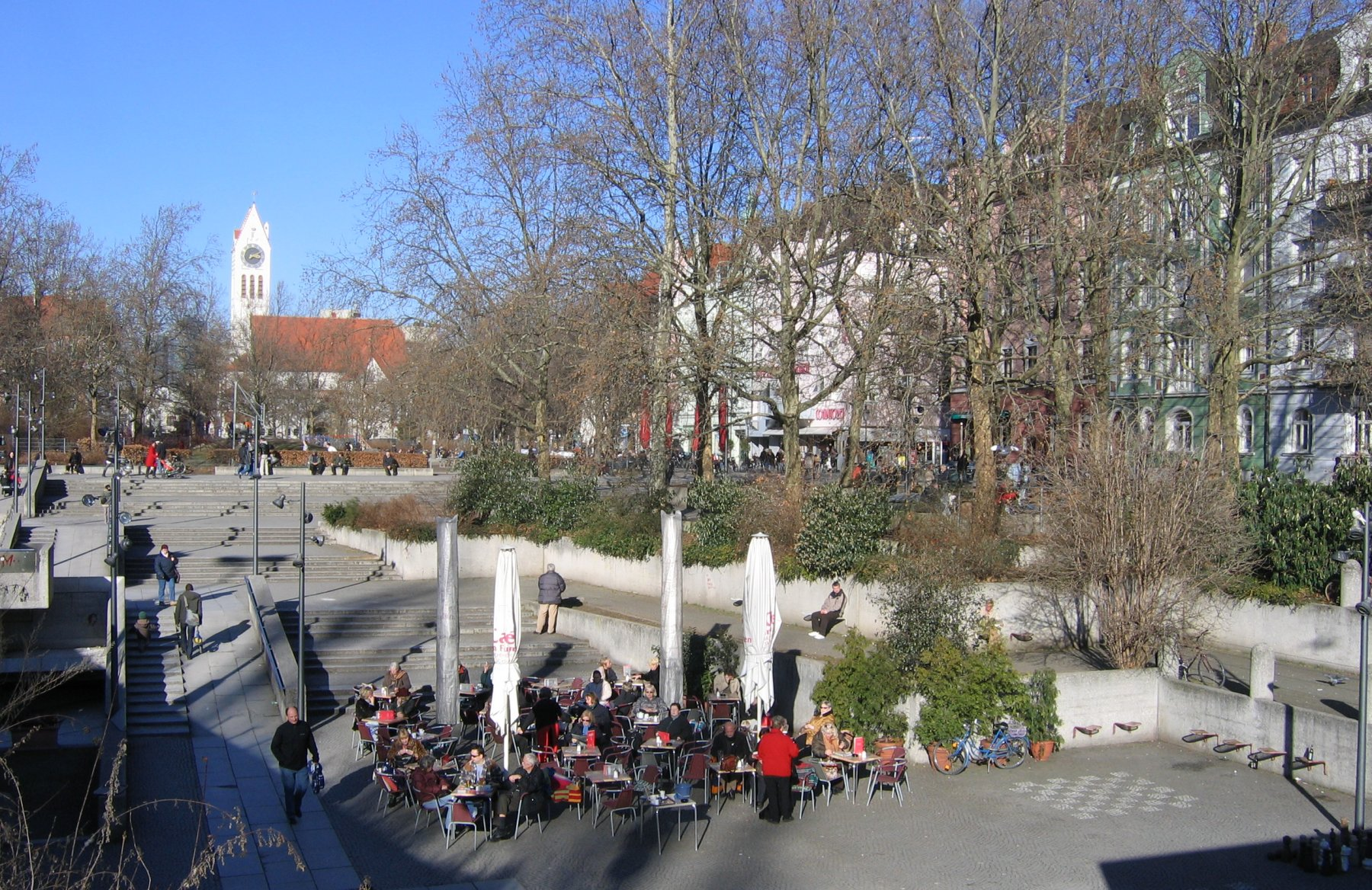
Münchner Freiheit

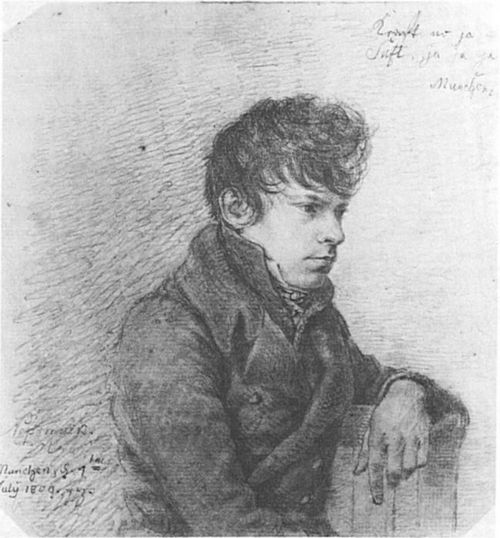
Johann Nepomuk Muxel

Die Liste Münchner Straßennamen listet Namen von Straßen und Plätzen der bayerischen Landeshauptstadt München auf und führt dabei auch die Bedeutungen und Umstände der Namensgebung an. Aktuell gültige Straßenbezeichnungen sind in Fettschrift angegeben, nach Umbenennung oder Überbauung nicht mehr gültige Bezeichnungen in Kursivschrift.
Aufgrund der großen Anzahl Münchner Straßennamen ist die Liste in alphabetisch sortierte Unterlisten aufgeteilt.
Maasweg, Schwabing-Freimann
(1935) Maas, Fluss in Westeuropa
Machtlfinger Straße, Obersendling
(1956) Machtlfing, Ortsteil von Andechs Oberbayern
Mädelegabelstraße, Gartenstadt Trudering
(1938) Mädelegabel, Berg im Allgäu
Madelsederstraße, Ramersdorf
(1930) Madelseder war 1742 eine der 19 Geiseln in österreichischer Hand
Maderbräustraße, Altstadt
(vor 1803) Maderbräuanwesen, nunmehr Schneider Bräuhaus
Maduschkastraße, Feldmoching
(1952) Leo Maduschka (1908–1932), Alpinist
Maenherstraße, Neuhadern
(1947) Maenher, Münchner Ratsherrengeschlecht
Mälzereistraße, Lochhausen
(2015) Mälzerei der neu dort errichteten Paulaner Brauerei
Mäuselweg, Neuhadern
(1947) Mäusel, Münchner Ratsherrengeschlecht
Maffeistraße, Altstadt
(1873) Josef Anton Ritter von Maffei, Reichsrat, Fabrikbesitzer, Inhaber der goldenen Bürgermedaille von München
Maganusweg, Lochhausen
(1947) Maganus, um 1078 Einwohner von Lochhausen
Magazinstraße,
(1876) führte früher zum Militär-Heumagazin
(1918) 12. Stadtbezirk
Magdalena-Bräu-Weg, Moosach
(2001) Magdalena Bräu (1875–1956) Hebamme, die über 40 Jahre mit dem Fahrrad ihre Hebammentasche auf dessen Gepäckträger mitführte und seit 1911 ihren Dienst verrichtete
Magdalena-Schwarz-Straße, Riem
(2004) Magdalena Schwarz (1900–1971), deutsch-jüdische Ärztin
Magdalenenstraße, Neuhausen
(1902) heilige Maria Magdalena
Magdeburger Straße,
Magdeburg, Hauptstadt von Sachsen-Anhalt
Magnolienweg, Großhadern
(1947) Magnolien, Pflanzengattung
Magnusstraße St.,
(1918) 18. Stadtbezirk
Mahatma-Gandhi-Platz, Freiham
(2017) Mohandas Karamchand Gandhi (bekannt unter dem Ehrennamen Mahatma, 1869–1948), indischer Rechtsanwalt, Publizist, Asket, Pazifist, Widerstandskämpfer, Menschen- und Bürgerrechtler
Mahirstraße, Bogenhausen
(1962) Oskar und Barbara Mahir, Gründer einer Wohltätigkeitsstiftung
Mährische Straße, Am Hart
(1954) Mähren, Region in Tschechien
Maierhofstraße, Pasing
(1974) Maierhof, altes Pasinger Bürgergeschlecht
Maiglöckchenstraße, Schwabing-Freimann
(1932) Maiglöckchen, Pflanzenart aus der Familie der Spargelgewächse
Maikammerer Straße, Ramersdorf
(1930) Maikammer, Gemeinde in Rheinland-Pfalz
Mailänder Straße, Harlaching
(1312) Mailand, Großstadt in Italien

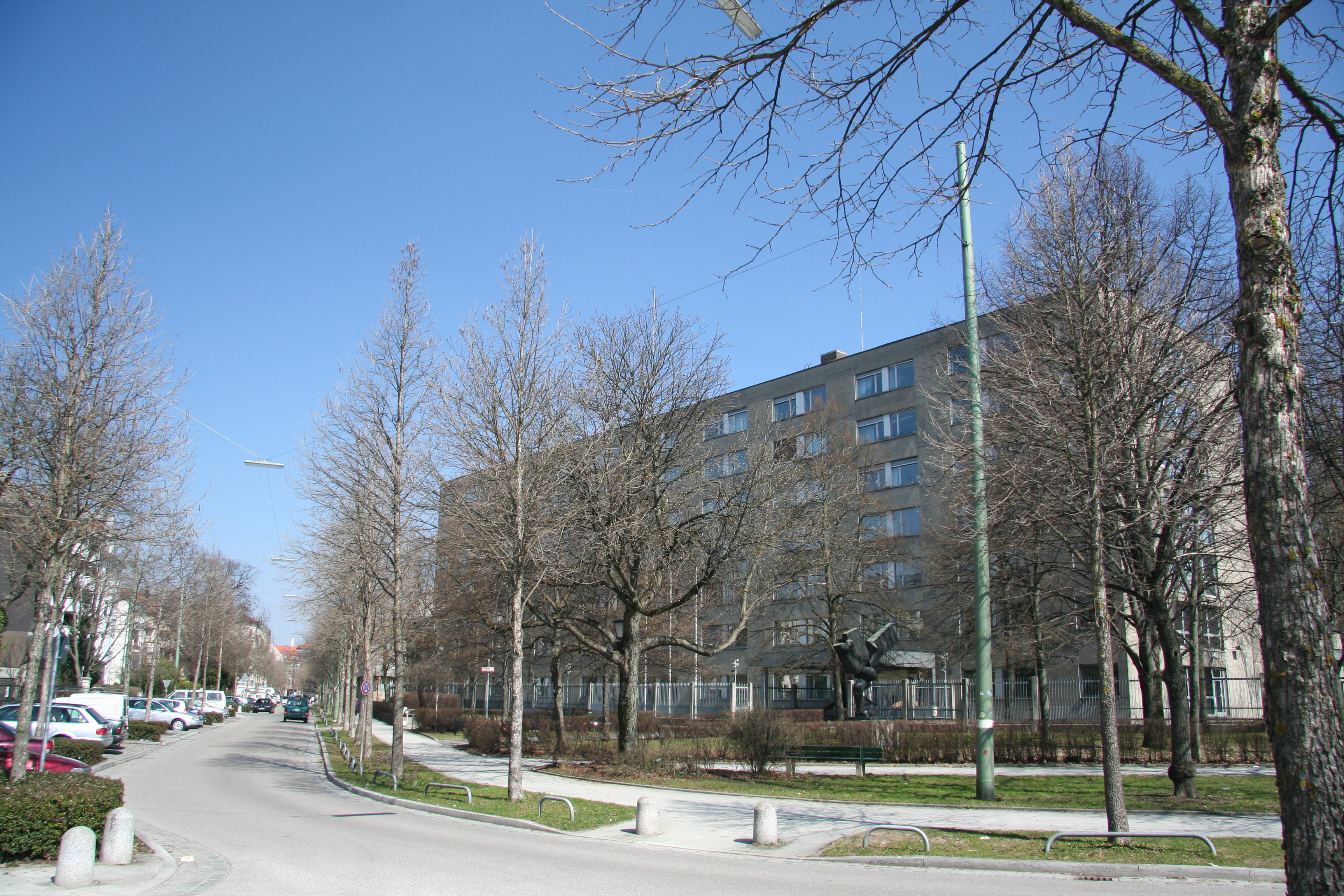
Maillingerstraße

Maillingerstraße, Maxvorstadt, Neuhausen
(1886) Joseph Maximilian Ritter von Maillinger (1820–1901), Staats- und Reichsrat
Mainaustraße, Aubing
(1965) Mainau, Insel im Bodensee
Mainburger Straße, Mittersendling
(1922) Mainburg, Stadt in Niederbayern
Maintalstraße, Aubing
(1961) Tal des Flusses Main
Mainzer Straße, Schwabing-West
(1906) Mainz, Hauptstadt von Rheinland-Pfalz
Mainzerstraße,
(1918) 22. und 27. Stadtbezirk
Maisacher Straße, Moosach
(1935) Maisach, Gemeinde im Landkreis Fürstenfeldbruck
Maisinger Platz, Obersendling
(1921) Maising, Ortsteil der Gemeinde Pöcking im oberbayerischen Landkreis Starnberg
Maistraße, Ludwigsvorstadt-Isarvorstadt
(um 1824) Ursprung des Straßennamens unbekannt

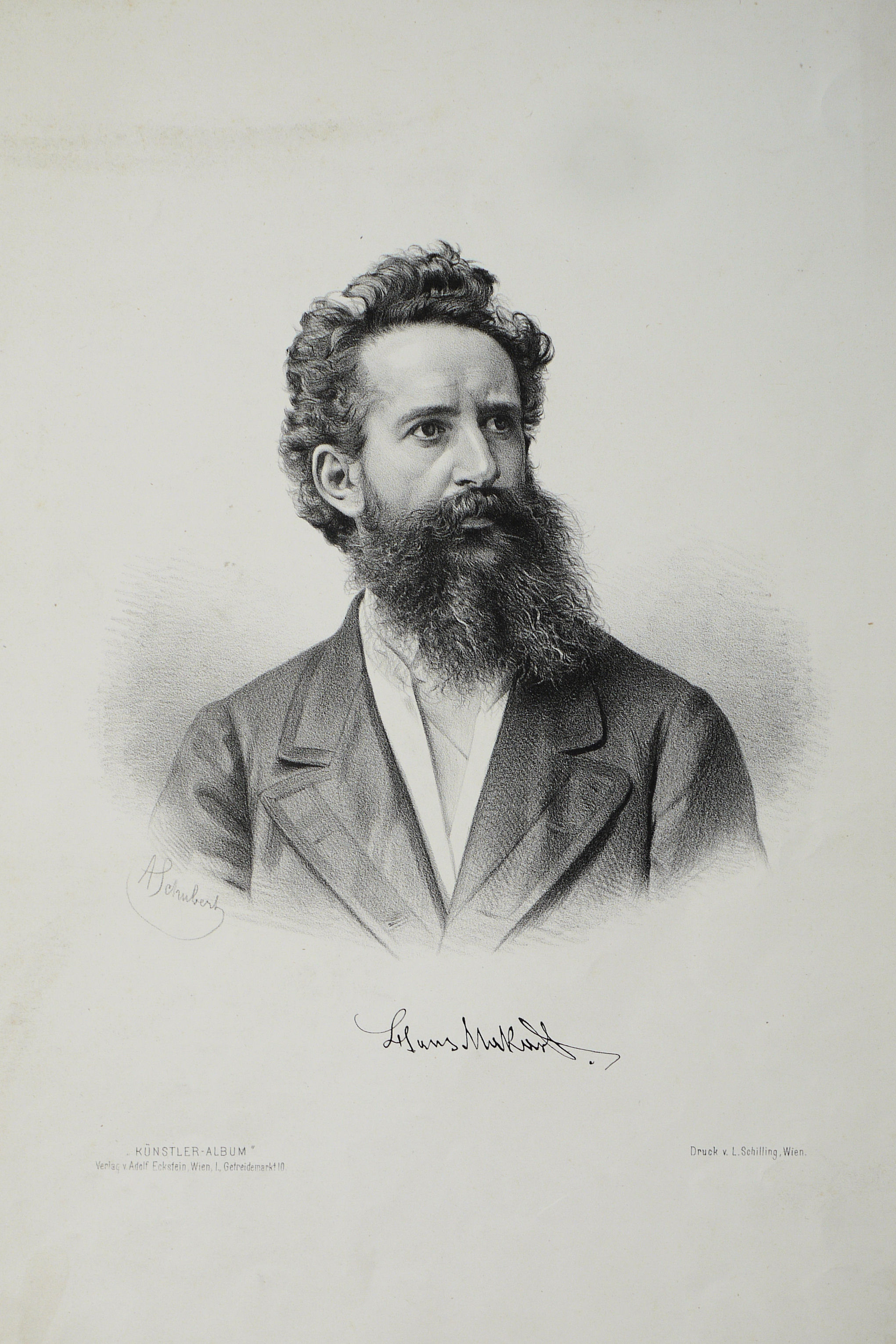
Hans Makart

Makartstraße, Thalkirchen-Obersendling-Forstenried-Fürstenried-Solln
(1947) Hans Makart (1840–1884), österreichischen Maler. Zuvor hieß sie Pfauenstraße.
Malerwinkel, Solln
(1947) zahlreiche Maler, die im 19. Jahrhundert in der Villenkolonie Solln wohnten. Zuvor hieß der Platz Lerchenplatz.
Mäleßkircherstraße, Daglfing
(1930) Gabriel Mälesskircher (um 1425 – um 1495), Maler
Malistraße,
(1918) 29. Stadtbezirk
Mallersdorfer Straße, Nymphenburg
(1982) Kloster Mallersdorf in Niederbayern
Mallnitzer Straße, Pasing
(1949) Mallnitz, Gemeinde in Kärnten
Malmedystraße, Thalkirchen
(1931) Malmedy, Stadt in Belgien
Malojaweg, Fürstenried
(1967) Malojapass in Graubünden
Malsenstraße, Neuhausen
(um 1900) Ludwig Freiherr von Malsen (1828–1895), bayerischer Obersthofmarschall unter König Ludwig II.
Malvenweg, Feldmoching
(1969) Malven, Heilpflanze
Manchesterplatz, Riem
(2008) Manchester, Stadt im Nordwesten Englands, Erinnerung an das Flugzeugunglück vom 6. Februar 1958 an dieser Stelle
Mandlstraße, Schwabing
(1891) Johann Freiherr von Mandl-Deutenhofer (1588–1666), Kanzler und Hofkammerpräsident
Mangfallplatz, Harlaching
(1931) Mangfall, linker Nebenfluss des Inn in Oberbayern
Mangfallstraße, Harlaching
(1906) siehe vorstehend
Mangstraße, Allach-Untermenzing
(1938) Mang, alter Hof- und Familienname in Allach
Mankeiweg, Obergiesing
(?) Mankei, bayerischer Name für Murmeltiere
Mannertstraße, Allach-Untermenzing
(1947) Konrad Mannert (1756–1834), Historiker und Geograph
Mannhardtstraße, Lehel
(1899) Johann Mannhardt (1798–1878), Uhrmacher und Mechaniker
Mannheimer Straße, Schwabing
(1906) Mannheim, Großstadt in Baden-Württemberg
Mannheimerstraße,
(1918) 22. Stadtbezirk
Mannlichstraße, Schwabing
(1928) Mannlich, Künstlerfamilie aus Augsburg: Conrad Mannlich (1700–1758), Johann Christian von Mannlich (1741–1822)
Mannstraße,
(1918) 18. Stadtbezirk
Manresastraße, Untermenzing
(1938) Manresa, spanische Industriestadt in der Provinz Barcelona
Manzingerweg, Pasing
(1947) Franz Manzinger (1858–1927), früher Besitzer der Pasinger Papierfabrik
Manzostraße, Moosach, Untermenzing
(1938) Manzo, Adeliger, vermutlicher Gründer von Menzing,
Marbachstraße, Mittersendling
(1903) Marbach, ein Ortsteil von Fischbachau; der Besitzer des Edelsitzes Marbach beteiligte sich 1705 am Aufstand der bayerischen Bauern gegen die österreichische Besatzung

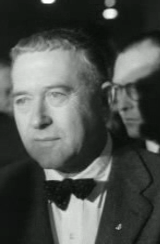
Marcel Breuer (1957)

Marcel-Breuer-Straße, Schwabing-Freimann
(2001) Marcel Lajos Breuer (1902–1981), deutsch-amerikanischer Architekt und Designer ungarischer Herkunft
Märchenweg, Waldperlach
(1954) Erzählform des Märchens
Marchgrabenplatz, Schwabing-Freimann
(1952) Graben, der früher die Flurmark Schwabing von Freimann trennte
Marchgrabenweg, Schwabing-Freimann
(1975) siehe vorstehend
Marchioninistraße, Großhadern
(1967) Alfred Marchionini (1899–1965), Dermatologe
Marderstraße, Feldmoching-Hasenbergl
1921 Marder, einer heimischen Raubtierart
Maréesstraße, Nymphenburg
(1921) Georg de Marées (1697–1776), schwedischer Maler und von 1730 bis 1776 kurfürstlicher Hofmaler
Margarete-Kliemann-Weg, Aubing
(1983) Margarete Kliemann (1895–1976), Stifterin für bedürftige Bewohner städtischer Altersheime
Margarete-Schütte-Lihotzky-Straße, Schwabing
(2013) Margarete Schütte-Lihotzky (1897–2000), Architektin und Schöpferin der Frankfurter Küche
Margarete-Steiff-Straße, Moosach
(2007) Margarete Steiff (1847–1909), Spielwarenfabrikantin
Margarete-Vollmar-Straße, Aubing-Lochhausen-Langwied
(2017) Margarete Vollmar (1907–1993), Geschäftsführerin der Stiftung Pfennigparade
Margaretenplatz, Sendling
(1899) heilige Margareta von Antiochia, Schutzpatronin der neuen wie der alten Sendlinger Pfarrkirche
Margaretenstraße, Sendling
(1899) siehe vorstehend
Margarethe-Danzi-Straße, Nymphenburg
(2006) Maria Margarethe Danzi (1768–1800), Sopranistin und Komponistin
Margarethe-Selenka-Straße, Perlach
(2015) Margarethe Lenore Selenka (1860–1922), Zoologin, Frauenrechtlerin und Friedensaktivistin
Margaritenstraße, Solln
Wurde 1947 umbenannt in Muxelstraße.
Margit-Schramm-Straße, Nymphenburg
(2006) Margit Schramm (1935–1996), deutsche Sopranistin
Margot-Hielscher-Straße, Lochhausen
(2019) Margot Hielscher (1919–2017), deutsche Schlagersängerin, Schauspielerin und Kostümbildnerin
Margot-Kalinke-Straße, Freimann
(1996) Margot Kalinke (1909–1981), Politikerin
Maria-Arndts-Straße, Aubing-Lochhausen-Langwied
(2019) Maria Arndts (1823–1882), Schriftstellerin und Komponistin
Maria-Birnbaum-Straße, Laim
(1959) Kloster Maria Birnbaum in Schwaben
Maria-Eck-Platz, Berg am Laim
(1921) Kloster Maria Eck im Landkreis Traunstein
Maria-Eich-Straße, Pasing
(1946) Kloster Maria Eich im Landkreis München
Maria-Einsiedel-Berg, Thalkirchen
(1951) Maria Einsiedel, Teil der bis 1900 unabhängigen Gemeinde Thalkirchen
Maria-Einsiedel-Straße, Thalkirchen
(1900) siehe vorstehend
Maria Einsiedel,
(1918)
Maria Einsiedelstraße,
(1918) 24. Stadtbezirk
Maria-Goeppert-Mayer-Straße, Freimann
(1996) Maria Goeppert-Mayer (1906–1972), deutsch-amerikanische Kernphysikerin, Physik-Nobelpreis-Trägerin
Maria-Ivogün-Allee, Obermenzing
(1994) Maria Ivogün (1891–1987), ungarische Opernsängerin (Sopran)
Maria-Josepha-Straße, Schwabing
(1894) Maria Josepha von Portugal, zweite Gemahlin von Herzog Carl Theodor in Bayern
Maria Josephastraße,
(1918) 22. Stadtbezirk
Maria-Lehner-Straße, Ramersdorf
(1908) Maria Lehner (1826–1906), Stifterin für wohltätige Zwecke
Maria Lehnerstraße,
(1918) 17. Stadtbezirk
Maria-Luiko-Straße, Neuhausen
(2022) Maria Luiko (geb. Marie Luise Kohn, 1904–1941), Münchner Künstlerin, Shoa-Opfer.
Maria-Montessori-Straße, Riem
(2000) Maria Montessori (1870–1952), Pädagogin
Maria-Nicklisch-Straße, Waldperlach
(2000) Maria Nicklisch (1904–1995), Schauspielerin
Maria-Nindl-Platz, Oberföhring
(2014) Maria Nindl (1936–2012), von 1972 bis 2002 ehrenamtliche Stadträtin in München
Maria-Probst-Straße, Freimann
(1996) Maria Probst (1902–1967), Politikerin, Mitbegründerin der CSU
Maria-Reisinger-Weg, Sendling
(1981) Maria Reisinger (1907–1981), 1952–1972 Mitglied der SPD-Fraktion des Stadtrates München und Mitglied im Münchner Seniorenbeirat; sie setzte sich besonders für sozial benachteiligte Gruppen, für die Schaffung von Sportplätzen und die Einrichtung von Altenheimen ein.
Maria-Sibylla-Merian-Straße, Allach-Untermenzing
(2017) Maria Sibylla Merian (1647–1717), Natur- und Insektenforscherin, Künstlerin
Maria-Theresia-Straße, Haidhausen
(um 1880) Maria Theresia, Gattin des letzten bayerischen Königs Ludwig III.
Maria Theresiastraße,
(1918) 29. Stadtbezirk
Maria-Ward-Straße, Nymphenburg
(1927) Maria Ward (1585–1645), englische Ordensschwester und Ordensgründerin
Maria Wardstraße,
(1918) früher Moosacherstraße, 23. und 28. Stadtbezirk
Maria-Wimmer-Straße, Waldperlach
(2000) Maria Wimmer (1911–1996), Schauspielerin
Mariabrunner Straße, Aubing
(1956) Mariabrunn, Wallfahrtsort im Landkreis Dachau
Mariahilfplatz, Au
(1857) Mariahilfkirche auf dem Platz
Mariahilfstraße, Au
(1872) siehe vorstehend
Marianne-Brandt-Straße, Schwabing
(2001) Marianne Brandt (1893–1983), Metall-Designerin
Marianne-Hoppe-Straße, Lochhausen
(2019) Marianne Hoppe (1909–2002), deutsche Schauspielerin
Marianne-Plehn-Straße, Trudering
(2006) Marianne Plehn (1863–1946), auf Fische spezialisierte Biologin, erste Professorin in Bayern
Marianne-von-Werefkin-Weg, Maxvorstadt
(2000) Marianne von Werefkin (1860–1938), russische Malerin
Mariannenbrücke, Lehel
(um 1890) Maria Anna von Pfalz-Sulzbach, Prinzessin von Bayern
Mariannenplatz, Lehel
(1878) siehe vorstehend
Mariannenstraße, Lehel
(1878) siehe vorstehend
Mariathalstraße, Ramersdorf
(1934) Mariathal, Ortschaft der Gemeinde Kramsach in Tirol
Marie-Juchacz-Straße, Feldmoching-Hasenbergl
(2021) Marie Juchacz (1879–1956), Sozialreformerin, Frauenrechtlerin, Mitglied des internationalen sozialistischen Frauenkomitees, Mitbegründerin und erste Vorsitzende der Arbeiterwohlfahrt
Marie-Luise-Jahn-Straße, Aubing-Lochhausen-Langwied
(2019) Marie-Luise Jahn (1918–2010), Ärztin, Widerstandskämpferin gegen den Nationalsozialismus
Marie-Luise-Kaschnitz-Straße, Oberföhring
(2012) Marie Luise Freifrau von Kaschnitz-Weinberg (1901–1974), Schriftstellerin
Marieluise-Fleißer-Bogen, Waldperlach
(1993) Marieluise Fleißer (1901–1974), Schriftstellerin
Marienbader Straße, Am Hart
(1934) Marienbad, Kurort in Tschechien
Marienburger Straße, Englschalking
(1930) Marienburg, polnische Stadt in Pommern
Marienklausensteg, Thalkirchen
(um 1865) Marienklause am Isarhang
Marienklausenplatz,
(1918) jetzt Über der Klause
Marienklausenstraße,
(1918) jetzt Über der Klause
Marienplatz, Altstadt
(1854) Mariensäule in der Mitte des Platzes, errichtet 1636–1639 von Kurfürst Maximilian I.
Marienstraße,
(1876)
(1918) 1. Stadtbezirk
Marienstraße, Altstadt
(vor 1818) vermutlich nach der Marienkirche, zu deren Pfarrei die Bewohner gehörten
Marienwerderstraße, Englschalking
(1932) Marienwerder, polnische Stadt in Pommern
Mark-Twain-Straße, Obermenzing
(1947) Mark Twain (1835–1910), US-amerikanischer Schriftsteller
Markgrafenstraße, Waldtrudering
(1962) Markgrafen der bayerischen Ostmark
Marklandstraße, Südgiesing
(1956) Markland, Gebiet an der Nordostküste Nordamerikas, um das Jahr 1000 von dem Wikinger Leif Eriksson und seinen Mannen entdeckt
Markomannenstraße, Sendling-Westpark
(1925) Markomannen, suebischer Volksstamm der Germanen
Marktstraße, Schwabing
(um 1875) ehemals Marktplatz für Pferde und Rinder
Marlene-Dietrich-Straße, Neuhausen
(2004) Marlene Dietrich (1901–1992), deutsche Schauspielerin
Marmolatastraße, Gartenstadt Trudering
(1936) Marmolata, Gebirgsstock in den Dolomiten
Maronstraße, Untersendling
(1899) Camilla und Franz Maron, Privatiersehepaar, errichtete 1888 eine Stiftung für arme Kinder
Marquartsteiner Straße, Obergiesing
(1906) Marquartstein, Gemeinde im Landkreis Traunstein
Marquartsteinerstraße,
(1918) 17. Stadtbezirk
Marschallstraße, Schwabing
(1880) Ludwig Joseph von Gohren (1749–1819), Obersthofmarschall und ehemaliger Besitzer des Gohrenschlosses in dieser Straße (Siehe auch Gohrenstraße.)
Marschnerstraße, Obermenzing
(1947) Heinrich Marschner (1795–1861), deutscher Komponist der Romantik, Musikdirektor in Dresden und Kapellmeister
Marsfeld, am,
(1873)
Marsfeldstraße,
(1876)
(1918) nun Pappenheimstraße
Marsfeldweg,
(1876)
Marsopstraße, Obermenzing
(1947) Paul Marsop (1865–1925), Privatgelehrter und Musikschriftsteller
Marsplatz, Maxvorstadt
(1890) Mars, antiker Kriegsgott, ehemaliger Exerzierplatz Marsfeld
Marsstraße, Maxvorstadt
(vor 1826) siehe vorstehend
Marstallplatz, Altstadt
(um 1820) Marstall, Stallungen der ehemaligen königlichen Hofreitschule
Marstallstraße, Altstadt
(vor 1826) siehe vorstehend
Marthastraße, Waldtrudering
(1933) Martha, weiblicher Vorname
Martha-Näbauer-Platz, Allach-Untermenzing
(2015) Martha Näbauer (1914–1997), Professorin an der TU München
Martin-Behaim-Straße, Sendling-Westpark
(1907) Martin Behaim (1459–1507), auch Martin Bohemus, port. Martinho da Boémia und lat. Martinus de Boemia, Tuchhändler
Martin Behaimstraße,
(1918) 19. Stadtbezirk
Martin-Buber-Weg, Obermenzing
(1983) Martin Buber (1878–1965), Philosoph
Martin-Empl-Ring, Trudering
(1937) Martin Empl (1882–1935), Bürgermeister der Gemeinde Dornach-Riem
Martin-Greif-Straße, Ludwigsvorstadt
(1910) Martin Greif (1839–1911), deutscher Dichter
Martin Greifstraße,
(1918) früher Rennbahnstraße 9. Stadtbezirk
Martin-Heidegger-Straße, Obermenzing
(1983) Martin Heidegger (1889–1976), Philosoph
Martin-Kollar-Straße, Trudering
(1981) Martin Kollar (1901–1965), Unternehmer
Martin-Luther-King-Weg, Milbertshofen
(1971) Martin Luther King (1929–1968), US-amerikanischer Bürgerrechtler
Martin-Luther-Straße, Obergiesing
(1933) Martin Luther (1483–1546), Theologe und Reformator
Martinsplatz St.,
(1918) 17. Stadtbezirk
Martinsstraße St.,
(1918) 17. Stadtbezirk
Martiusstraße, Schwabing
(1891) Carl Friedrich Philipp von Martius (1794–1868), Botaniker und Brasilienreisender
Marzellgasse, Alt-Aubing
(1947) Marzell, Hausname in Allach
Maßliebchenstraße, Hasenbergl
(1947) Maßliebchen, auch Gänseblümchen, Pflanzenart innerhalb der Familie der Korbblütler
Maßmannplatz,
Philologen Hans Ferdinand Maßmann
Maßmannstraße, Maxvorstadt
(1894) Hans Ferdinand Maßmann (1797–1874), Philologe
Masurenstraße, Englschalking
(1932) Masuren, Region des ehemaligen Ostpreußens im Norden Polens
Mathias-Schmid-Weg, Perlach
(1985) Mathias Schmid (1835–1923), Maler
Mathilde-Berghofer-Weichner-Straße, Aubing
(2017) Mathilde Berghofer-Weichner (1931–2008), Juristin und Politikerin, 1968 als erste Frau stellvertretende Parteivorsitzende der CSU, ab 1970 Staatssekretärin im bayerischen Kultusministerium, 1986–1993 bayerische Justizministerin und 1988–1993 stellvertretende bayerische Ministerpräsidentin
Mathilde-Boyen-Straße, Freimann
(1956) Mathilde von Boyen (1826–1906), Witwe eines Kunstmalers und Stifterin
Mathildenstraße, Ludwigsvorstadt
(1899) Mathilde Karoline Frederike von Bayern (1813–1862), älteste Tochter König Ludwigs I.
Mathunistraße, Laim
(1901) Mathuni, Beauftragter des Freisinger Bischofes Notker
Matterhornstraße, Gartenstadt Trudering
(1933) Matterhorn, Berggipfel in der Schweiz
Matthias-Mayer-Straße, Sendling, Thalkirchen
(1901) Matthias Mayer (1666– um 1720), kurbayerischer Hauptmann, einer der Anführer der Revolution von 1705
Matthias Mayerstraße,
(1918) 24. Stadtbezirk
Matthias Pschorr-Ring,
(1918) 20. Stadtbezirk
Matthias-Pschorr-Straße, Ludwigsvorstadt
(1932) Matthias Pschorr, Brauereibesitzer (Vater und Sohn) in München
Matthias Schmidstraße,
(1918) 18. Stadtbezirk
Matthissonstraße, Waldperlach
(1931) Friedrich von Matthisson (1761–1831), deutscher Lyriker, Bibliothekar und Prosaschriftsteller
Mattighofer Straße, Freimann
(1932) Mattighofen, Stadt in Oberösterreich
Mattoneplatz, Berg am Laim
(2015) italienisches Wort mattone (Mauerziegel oder Backstein) in Anlehnung an die früher dort befindlichen Ziegeleien
Mattseestraße, Waldtrudering
(1956) Stift Mattsee bei Salzburg
Mauerkircherstraße, Bogenhausen
(1906) Friedrich Mauerkircher (um 1424–1485), Bischof von Passau
Mauerseglerstraße, Waldtrudering
(1997) Mauersegler, Vogelart
Maukestraße, Harlaching
(1931) Wilhelm Mauke (1867–1930), deutscher Komponist und Musikschriftsteller
Maurerstraße, Südgiesing
(1950) Konrad Maurer (1823–1902), bayerischer Rechtshistoriker, Philologe und Nordist
Maurice-Ravel-Weg, Freimann
(1985) Maurice Ravel (1875–1937), französischer Komponist
Mausergasse,
→Mauserstraße
Mauserstraße,
(1876) zwischen Gänsbühl und Ober-Anger
Mauthäuslstraße, Obersendling
(1925) Mauthäusl, ehemaliges Zoll- und Gasthaus bei bad Reichenhall
Max-Beckmann-Straße, Gartenstadt Trudering
(1970) Max Beckmann (1884–1950), deutscher Maler, Grafiker, Bildhauer, Autor und Hochschullehrer
Max-Bill-Straße, Schwabing
(2011) Max Bill (1908–1994), Architekt, Maler, Bildhauer und Designer
Max-Born-Straße, Moosach
(1991) Max Born(1882–1970), deutscher Mathematiker und Physiker
Max-Bruch-Straße, Freimann
(1985) Max Bruch (1838–1920), deutscher Komponist und Dirigent
Max-Diamand-Straße, Am Hart
(1997) Max Diamand (1910–1974), deutscher Textilgroßhändler
Max-Friedlaender-Bogen, Schwanthalerhöhe
(2006) Max Friedlaender (1873–1956), Rechtsanwalt, Verfasser eines Kommentars zur Rechtsanwaltsordnung
Max-Halbe-Weg, Bogenhausen
(1969) Max Halbe (1865–1944), deutscher Schriftsteller
Max-Hirschberg-Weg, Schwanthalerhöhe
(2002) Max Hirschberg (1883–1964), deutscher Rechtsanwalt
Max-Kustermann-Platz, Feldmoching-Hasenbergl
(2021) Max Kustermann (1825–1901), Unternehmer
Max II Kaserne,
(1918) 21. Stadtbezirk
Max-Jansen-Straße, Allach-Untermenzing
(1947) Max Jansen (1871–1912), Geschichtsforscher
Max-Joseph-Brücke, Lehel, Bogenhausen
(1879) Max I. Joseph, König von Bayern
Max-Joseph-Platz, Altstadt
(um 1805) siehe vorstehende
Max-Joseph-Straße, Altstadt, Maxvorstadt
(1859) siehe vorstehend
Max Josephplatz,
(1918) 1. Stadtbezirk
Max Josephstraße,
(1918) 6. Stadtbezirk
Max-Kolmsperger-Straße, Neuperlach
(1970) Max Kolmsperger (1890–1966), deutscher Journalist
Max-Lebsche-Platz, Großhadern
(1967) Max Lebsche (1886–1957), deutscher Chirurg
Max-Liebermann-Straße, Am Hart
(1947) Max Liebermann (1847–1935), deutscher Maler und Grafiker
Max-Mannheimer-Platz, Maxvorstadt
(2017) Max Mannheimer (1920–2016), Überlebender des Holocaust, bedeutender Zeitzeuge
Max-Müllner-Straße, Hasenbergl
(1953) Max Müllner (1880–1914), Kammerschauspieler
Max-Nadler-Straße, Daglfing
(1934) Max Nadler (1875–1932), deutscher Schauspieler und Regisseur
Max-Planck-Straße, Haidhausen
(1956) Max Planck (1858–1947), deutscher Physiker und Nobelpreisträger
Max-Proebstl-Straße, Daglfing
(1982) Max Proebstl (1913–1979), deutscher Opern- und Oratoriensänger
Max-Reinhardt-Weg, Neuperlach
(1981) Max Reinhardt (1873–1943), österreichischer Theater- und Filmregisseur, Intendant
Max-Rothschild-Straße, Trudering
(1964) Max Rothschild (1882–1962), Malermeister und Distriktvorsteher in Kirchtrudering
Max-Scheler-Straße, Obermenzing
(1983) Max Scheler (1874–1928), deutscher Philosoph, Anthropologe und Soziologe
Max-Seidl-Weg, Mittersendling
(1992) Max Seidl (1908–1987), Mitglied und Vorsitzender des Bezirksausschusses Sendling
Max-Valier-Straße, Freimann
(1966) Max Valier (1895–1930), Astronom, Schriftsteller, Wegbereiter der Raketentechnik
Max-von-Gruber-Straße, Schwabing-West
(1927) Max von Gruber (1853–1927), österreichisch-deutscher Mediziner, Botaniker, Physiologe, Bakteriologe und Hygieniker
Max-von-Laue-Straße, Am Hart
(1964) Max von Laue (1879–1960), deutscher Physiker und Nobelpreisträger
Max-Weber-Platz, Haidhausen
(1905)
Max Weber, Münchner Stadtrat und bis zur Eingemeindung Haidhausens 1854 Gemeindeschreiber von Haidhausen
Max Weber (1864–1920), Soziologe
Max Weberplatz,
(1918) 14. Stadtbezirk
Max-Wönner-Straße, Lerchenau
(1963) Max Wönner (1896–1960), deutscher Politiker und Gewerkschaftler
Max-Zenger-Straße, Bogenhausen
(1918) Max Zenger (1837–1911), deutscher Komponist, Kapellmeister, Lehrer und Musikschriftsteller
Maxburgstraße, Altstadt
(vor 1833) Maxburg, Kurzbezeichnung für die ehemalige Herzog-Max-Burg in München, des Herzogs Maximilian Philipp
Maxhof,
(1918) 24. Stadtbezirk
Maxhofstraße, Fürstenried
(1921) Maxhof, erstes Gebäude der gleichnamigen Siedlung, ehemals Fasanenhof von Kurfürst Max Emanuel
Maximilian-Kolbe-Allee, Neuperlach
(1986) Maximilian Kolbe (1894–1941), polnischer Franziskaner-Minorit, Verleger und Publizist
Maximilian-Wetzger-Straße, Neuhausen
(1907) Maximilian Wetzger, Eisenbahn-Oberexpeditor, zu dessen Ehren seine Witwe eine Stiftung errichtete
Maximilian Wetzgerstraße,
(1918) 28. Stadtbezirk
Maximiliansbrücke, Lehel, Haidhausen
(um 1858) Maximilian II., König von Bayern
Maximiliansplatz, Lehel, Maxvorstadt
(1808) Max I. Joseph, König von Bayern
Maximiliansstraße äußere,
(1876)
(1918)14. und 29. Stadtbezirk
Maximilianstraße, Altstadt-Lehel
(um 1858) Maximilian II., König von Bayern
Maxlrainstraße, Obergiesing
(1904) Maxlrain, Ortsteil der Gemeinde Tuntenhausen im oberbayerischen Landkreis Rosenheim
Maxstadtstraße, Laim
(1930) Karl Maxstadt (1853–1930), deutscher Unterhaltungskünstler
Mayrfelsstraße, Neuhausen
(1904) Karl Mayr von Mayrfels (1825–1833), Heraldiker, Genealoge und Kulturhistoriker
Mayrstraße, Allach-Untermenzing
(1947) Heinrich Mayr (1854–1911), deutscher Forstwissenschaftler
Mazarigäßl,
(1736)→ Kloster-Dießnergäßl
Mazaristraße, Altstadt
(vor 1780) Paulus Mazari, Gastwirt in der Kaufingerstraße
Mechthildenplatz,
(1918) 23. Stadtbezirk
Mechthildenstraße, Neuhausen
(1900) Mechthilde (auch Mathilde, 1253–1304), Tochter von Rudolf I. von Habsburg und Gemahlin von Ludwig dem Strengen von Bayern
Mecklenburger Straße,
Medererstraße, Allach-Untermenzing
(1953) Johann Nepomuk Mederer (1734–1808), Historiker
Megerlestraße, Allach-Untermenzing
(1954) Abraham a Sancta Clara (Geburtsname Johann Ulrich Megerle, 1644–1709),  katholischer Geistlicher, Prediger und Schriftsteller
Meggendorferstraße, Moosach
(1925) Lothar Meggendorfer (1847–1925), Künstler, Kinderbuchautor, Maler, Zeichner und Illustrator
Meglingerstraße, Obersendling
(1958) Meglinger, albayerisches Adelsgeschlecht
Mehlprimelweg, Lerchenau
(1996) Mehlprimel, Pflanze aus der Gattung der Primeln
Meichelbeckstraße, Harlaching
(1900) Karl Meichelbeck (1669–1734), Mönch des Stiftes Benediktbeuern
Meier-Helmbrecht-Straße, Sendling-Westpark
(1938) Meier Helmbrecht, mittelhochdeutsche Versnovelle
Meillerweg, Haidhausen
(1931) Franz Xaver Meiller (1852–1935), Unternehmer
Meindlstraße, Untersendling
(1878) Johann Georg Meindl (1682–1767), bayerischer Freiheitskämpfer
Meineckestraße, Lerchenau
(1957) Friedrich Meinecke (1862–1954), Historiker
Meisenstraße, Waldtrudering
(1932) Meisen, Familie der Sperlingsvögel
Meiserstraße, Maxvorstadt
(1957) Hans Meiser (1881–1956), evangelischer Bischof; 2008 umbenannt in Katharina-von-Bora-Straße
Meißener Straße, Moosach
(1932) Meißen, Stadt in Sachsen
Meister-Mathis-Weg, Laim
(1957) Mathis Neithart (auch Mathis Gothart-Nithart oder Mathis Nithart-Gothart, um 1480 bis um 1530) Maler und Grafiker
Meistersingerstraße, Englschalking
(1933) Die Meistersinger von Nürnberg, Oper von Richard Wagners
Melanchthonstraße, Waldperlach
(1931) Philipp Melanchthon (1497–1560), deutscher Altphilologe, Philosoph, Astrologe, Humanist, lutherischer Theologe
Melcherstraße,
(1918) 28. Stadtbezirk
Melchiorstraße, Solln
(1947)
Johann Peter Melchior (1747–1825)
Georg Wilhelm Melchior (1780–1826)
Joseph Melchior (1810–1883)
Wilhelm Melchior (1817–1860), Bildhauer- und Malerfamilie. Vorher hieß die Straße Ringstraße.
Melitta-Bentz-Straße, Moosach
(2007) Melitta Bentz (1873–1950), Erfinderin des Kaffeefilters aus Papier und Unternehmerin
Melßheimerstraße, Obermenzing
(1947) Karl Melßheimer (1817–1875), königlicher Revierförster
Melusinenplatz,
(1918) 17. Stadtbezirk
Melusinenstraße, Ramersdorf
(1929) Melusine, mythische Sagengestalt des Mittelalters
Memeler Straße, Englschalking
(1930) Memel, Stadt in Litauen (bis 1945 Ostpreußen)
Memlingstraße, Solln
(1945) Hans Memling (um 1435–1494), deutsch-niederländischen Maler
Memminger Platz, Moosach
(1925) Memmingen, Stadt im bayerischen Regierungsbezirk Schwaben
Menagerieweg, Nymphenburg
(2016) Menagerie, historische Form der Tierhaltung von Schloss Nymphenburg
Menaristraße, Kleinhadern
(1962) Paula Nutzer (genannt die Menari, 1887–1959), Schauspielerin und Sängerin
Mendelssohnstraße, Pasing
(1947) Felix Mendelssohn Bartholdy (1809–1847), deutscher Komponist, Pianist und Organist
Menradstraße, Neuhausen
(1971) Johann Menrad (1859–1922), Privatier und Stifter
Menterschwaige (Harthausen),
(1918) 18. Stadtbezirk
Menterschwaigstraße, Harlaching
(1900) Gutshof Menterschwaige am Hochufer der Isar
Menterstraße, Obermenzing
(1958) Sophie Menter (1846–1918), deutsche Pianistin, Komponistin und Musikpädagogin
Menzelstraße, Bogenhausen
(1908) Adolph von Menzel (1815–1905), deutscher Maler, Zeichner und Illustrator
Menzinger Straße, Nymphenburg
(1947) Menzing, seit 1938 Stadtteil von München
Meraner Straße, Giesing
(1906) Meran, Stadt in Südtirol
Meranerstraße,
(1918) 18. Stadtbezirk
Merchstraße,
(1918) 8. Stadtbezirk
Mercystraße
ehemalige Straße beginnend an der Maillingerstraße gegenüber der Rupprechtstraße an der Südseite des Bayerischen LKA entlangführend und in die Marsstraße übergehend
Mergenthalerstraße, Obermenzing
(1954) Ottmar Mergenthaler (1854–1899), deutsch-amerikanischer Uhrmacher
Mergentheimer Straße, Laim
(1954) Bad Mergentheim, Stadt in Baden-Württemberg
Mergentheimerstraße,
(1918) 25. Stadtbezirk
Merianstraße, Neuhausen
(1906) Matthäus Merian (1593–1650), schweizerisch-deutscher Kupferstecher und Verleger
Merlinweg, Waldtrudering
(1971) Merlin, Vogelart
Merseburger Straße, Moosach
(1959) Merseburg, Stadt in Sachsen-Anhalt
Merzbacherstraße, Neuhausen
(1928) Gottfried Merzbacher (1843–1926), deutscher Geograph, Alpinist und Forschungsreisender
Merzstraße, Bogenhausen
(1908) Georg Merz (1793–1867), deutscher Optiker
Messerschmittstraße, Moosach
(1983) Willy Messerschmitt (1898–1978), deutscher Flugzeugkonstrukteur und Unternehmer
Meßnerstraße,
(1918) 17. Stadtbezirk
Methfesselstraße, Harlaching
(1936) Albert Methfessel (1785–1869), deutscher Komponist und Dirigent
Mettenleiterplatz, Am Hart
(1945) Johann Michael Mettenleiter (1765–1853), deutscher Zeichner, Radierer, Kupferstecher und Lithograf
Mettenstraße, Nymphenburg
(1982) Kloster Metten in Niederbayern
Mettinghstraße, Neuhausen
(1910) Moritz Freiherr von Mettingh (1827–1907), königlich-bayerischer Kämmerer
Mettlacher Straße, Obersendling
(2013) Mettlach, Stadt im Saarland
Mettnauer Straße, Lochhausen
(1947) Mettnau, Halbinsel im Bodensee
Metzgeranger,
(1875)
Metzgerstraße, Haidhausen
(1876) Metzger Joseph Sailer besaß eine große Wiese neben der Straße
Metzstraße, Haidhausen
(1880) Metz, Stadt in Frankreich
Meyerbeerstraße, Obermenzing
(1959) Giacomo Meyerbeer (1791–1864), deutscher jüdischer Pianist, Komponist und Dirigent
Michael-Beer-Straße, Pasing
(1947) Michael Beer (1800–1833), deutscher jüdischer Dramatiker, Bruder von Giacomo Meyerbeer
Michael-Ende-Straße, Riem
(2005) Michael Ende (1929–1995), deutscher Schriftsteller
Michael-Gasteiger-Weg, Allach-Untermenzing
(1984) Michael Gasteiger (1877–1957), Schriftsteller
Michael-Hartig-Weg, Johanneskirchen
(1984) Michael Hartig (1878–1960), Domkapitular, Prälat und Historiker; Lehrbeauftragter für Kunstgeschichte
Michael-Huber-Weg, Haidhausen
(2006) Michael Huber (1788–1857), Haidhauser Fabrikant und Gemeindevorsteher
Michael-Öchsner-Straße, Aubing
(2019) Michael Öchsner (1816–1893), Lehrer, Publizist und Musiker
Michael-Proebstl-Weg, Ramersdorf
(1984) Michael Pröbstl (1678–1743), Baumeister
Michael-Seidl-Straße, Trudering
(1933) Michael Seidl, Baumeister
Michaeliburgstraße, Berg am Laim
(1920) Michaeliburg, Siedlung im Süden des Stadtbezirks Trudering-Riem
Michaelstraße St.,
(1918) 14. Stadtbezirk
Michelfeldweg, Nymphenburg
(1982) Kloster Michelfeld in der Oberpfalz
Michelspeckstraße, Obermenzing
(1947) Michael Michlspeck, Amtspfleger der Hofmark Menzing
Michelweg, Ramersdorf
(1977) Johann Balthasar Michel (1755–1818), Wein- und Pferdehändler, erster Protestant mit Bürgerrecht der Stadt München
Michl-Ehbauer-Weg, Oberföhring
(1979) Michl Ehbauer (1899–1964), Mundartdichter
Michl-Lang-Weg, Neuperlach
(1981) Michl Lang (1899–1979), deutscher Volksschauspieler
Midgardstraße, Waldperlach
(1955) Midgard, germanische Bezeichnung für die Welt oder die Erde
Mies-van-der-Rohe-Straße, Schwabing-Freimann
(2001) Ludwig Mies van der Rohe (1886–1969; eigentlich Maria Ludwig Michael Mies), deutsch-amerikanischer Architekt (früherer Name Endresstraße)
Miesbacher Platz, Neuharlaching
(1906) Miesbach, Kreisstadt in Oberbayern
Miesbacher Straße, Neuharlaching
(1932) siehe vorstehend
Miesbacherplatz,
(1918) 18. Stadtbezirk
Miesingstraße, Thalkirchen
(1937) Miesing, Berg in den Schlierseer Alpen
Milanweg, Am Hart
(1977) Milane, Greifvogelgattung
Milbertshofener Platz, Milbertshofen
(um 1914) Milbertshofen, Siedlung, 1913 nach München eingemeindet
Milbertshofener Straße, Milbertshofen
(um 1914) siehe vorstehend
Milbertshofnerplatz,
(1918) 27. Stadtbezirk
Milbertshofnerstraße,
(1918) 27. Stadtbezirk
Milchhäuslstraße,
(1918) 22. Stadtbezirk
Milchstraße, Haidhausen
(1856) frühere Sammelstelle für Milch der Bauern aus dem Osten von München
Mildred-Scheel-Bogen, Schwabing-West
(2008) Mildred Scheel (1931–1985), Ärztin und Gründerin der Deutschen Krebshilfe, Ehefrau von Bundespräsident Walter Scheel
Millauerweg, Mittersendling
(1956)
Abraham Millauer (1683–1758)
Philipp Millauer (1710–1753), beide Baumeister
Millöckerstraße,
(1926) Carl Millöcker (1842–1899), österreichischer Operettenkomponist
Mimosenstraße, Lerchenau
(1945) Mimosen, Pflanzengattung
Mindelheimer Straße, Forstenried
(1956) Mindelheim, Kreisstadt in Oberschwaben
Minerviusstraße, Neuhausen
(1928) Simon Schaidenreisser, genannt Minervius (um 1497–1572), deutscher Schriftsteller und Humanist
Minnewitstraße, Südgiesing
(1954) Peter Minuit (um 1590–1638), Seefahrer
Minorstraße, Solln
(1947) Ferdinand Minor (1814–1883), Maler
Mirabellenweg, Johanneskirchen
(1935) Mirabelle, Unterart der Pflaume
Mirjam-David-Straße, Moosach
(2017) Mirjam David (1917–1975), Chemikerin, engagiert im Widerstand der „Weißen Rose“
Mittbacher Straße, Riem
(1962) Mittbach, Gemeindeteil von Isen in Oberbayern
Mitteisstraße, Hasenbergl
(1957) Heinrich Mitteis (1889–1952), deutscher Rechtswissenschaftler
Mittenwalder Straße, Sendling-Westpark
(1904) Mittenwald, Markt im Landkreis Garmisch-Partenkirchen**
Mittenwalderstraße,
(1918) 19. Stadtbezirk
Mittererstraße, Ludwigsvorstadt
(1864) Hermann Mitterer (1762–1829), deutscher Zeichenlehrer
Mittererweg,
(1876) südlich der Tegernseerstraße
Mitterfeldstraße, Pasing
(1938) Mitterfeld, alter Flurname
Mitterhoferstraße, Laim
(1948) Peter Mitterhofer (1822–1893), österreichischer Zimmermann, Erfinder und Konstrukteur verschiedener früher Schreibmaschinen
Mittermayrstraße, Schwabing-West
(1900) Franz Paul von Mittermayr (1766–1836), Rechtslizenziat, Kommunaladministrator und Erster Bürgermeister von München
Mitterteicher Straße, Südgiesing
(1955) Mitterteich, Stadt in der Oberpfalz
Mitterweg, Ramersdorf
(1952) Mitter, alter Flurname
Mitterwieserstraße, Schwabing-West
(1961) Alois Mitterwieser (1876–1943), deutscher Archivar und Historiker
Mittlere-Isar-Straße, Oberföhring
(1925) Mittlere Isar, Bezeichnung für die Landschaft um die Isar zwischen München und Moosburg
Mochostraße, Lerchenau
(1948) Mocheo, angeblicher Gründer von Feldmoching
Möhlstraße, Bogenhausen
(um 1895) Jakob Möhl (1846–1916), königlicher Hofgartendirektor
Mohnweg, Großhadern
(1938) Mohn, Pflanzengattung
Mohrstraße, Freimann
(1932) Walter Mohr (18571906), Gutsbesitzer in Freimann
Molkestraße,
Moltkestraße, Schwabing
(1897) Helmuth Karl Bernhard von Moltke (1800–1891), preußischer Generalfeldmarschall
Mommsenstraße, Schwabing
(1906) Theodor Mommsen (1817–1903), deutscher Historiker
Mona-Lisa-Straße, Waldtrudering
(1953) Mona Lisa, Ölgemälde von Leonardo da Vinci
Mönchbergstraße, Gartenstadt Trudering
(1933) Mönch, Berg in den Berner Alpen
Mondscheinweg, Moosach
(2002) Erinnerung an die Entstehung der Trinkl-Siedlung, heimlich und ohne baurechtliche Genehmigung, "in Nacht- und Nebelaktionen, im fahlen Licht des Mondscheins", errichtet
Mondseestraße, Waldtrudering
(1956) Mondsee im Salzkammergut
Mondstraße, Untergiesing
(1877) Verlauf der Straße ähnelt einer Mondsichel
Monica-Bleibtreu-Weg, Aubing
(2014) Monica Bleibtreu (1944–2009), österreichische Schauspielerin, Schauspieldozentin und Drehbuchautorin
Monikastraße, waldtrudering
(1953) Heilige Monika (um 332–387), Mutter des hl. Augustinus
Montenstraße, Neuhausen
(1891) Dietrich Monten (1799–1843), deutscher Historien-, Schlachten- und Genremaler**
Montgelasstraße, Bogenhausen
(1897) Maximilian von Montgelas (1759–1838), bayerischer Politiker und Staatsreformer
Montsalvatstraße, Schwabing
(1914) Mon(t)salvat, sagenhafte Burg, Aufbewahrungsort des heiligen Grals
Monzastraße,
(1918) 18. Stadtbezirk
Moorackerweg, Freimann
(1950) Mooracker, alter Flurname
Moosacher St.-Martins-Platz, Moosach
(1913) Standort der St.-Martinskirche
Moosacher Straße, Milbertshofen
(1913) führt von Milbertshofen nach Moosach
Moosacherstraße,
(1918) 27. Stadtbezirk
Moosacherstraße, Nymphenburg
vor 1918; jetzt Maria-Ward-Straße
Moosanger, Moosach
(1953) Moosanger, alter Flurname
Moosburger Straße, Moosach
(1913) Moosburg an der Isar, Stadt im Landkreis Freising
Moosburgerstraße,
(1918) 28. Stadtbezirk
Moosglöckchenweg, Lerchenau
(1988) Moosglöckchen aus der Pflanzenfamilie der Geißblattgewächse
Mooshäuslweg, Allach-Untermenzing
(1968) Mooshäusl, ehemalige Bierwirtschaft an dieser Stelle
Moospfarrerweg, Lochhausen
(1955) Moospfarrer Georg Böhmer (1875–1943) aus Aubing
Moosschwaige, Aubing
(1942) Gutshof in der Gegend
Moosschwaiger Weg, Aubing
(1938) siehe vorstehend
Moosstraße, Moosach
(1921) Moos, früher mooriges Waldstück
Mooswiesenstraße, Obermenzing
(1947) alter Flurname
Moraltstraße, Solln
(1947)
Ludwig Moralt (1815–1888), Maler
Johann Baptist Moralt (1777–1825), Komponist. Zuvor hieß sie Schwalbenstraße .
Morassigäßchen,
(1879) → Morassistraße
Morassistraße, Isarvorstadt
(um 1800) Johann Baptist Morassi, bis 1767 Weistubenbesitzer in dieser Straße
Morawitzkystraße, Schwabing
(1914) Maximilian Topor von Morawitzky (1744–1817), deutscher Jurist, Richter und Generalleutnant
Morazgasse,
(1879) → Morassistraße
Morenastraße, Pasing
(1954) Bertha Morena (1878–1952), Kammersängern (Sopran)
Morgenrothstraße, Bogenhausen
(1955) H. Th. Wilhelm Morgenroth (1877–1938), Direktor des Statistischen Amtes der Stadt München
Morgensternstraße, Solln
(1947)
Christian Morgenstern (1805–1867), Maler
Carl Ernst Morgenstern (1847–1928), Maler
Christian Morgenstern (1871–1914), Schriftsteller. Zuvor hieß sie Parkstraße.
Morigglstraße, Feldmoching
(1954) Josef Moriggl (1879–1939), Bergsteiger, Alpinschriftsteller
Mörikestraße, Untergiesing
(1906) Eduard Mörike (1804–1875), deutscher Lyriker, Erzähler und Übersetzer
Moritz-Bloch-Weg, Aubing
(1983) Moritz Bloch (1877–1942), Fabrikbesitzer in Aubing
Morsering, Am Hart
(1954) Samuel F. B. Morse (1791–1872), US-amerikanischer Erfinder und Professor für Malerei, Plastik und Zeichenkunst
Mortonstraße, Am Hart
(1956) William Thomas Green Morton (1819–1868), US-amerikanischer Zahnarzt
Morungenstraße, Pasing
(1947) Heinrich von Morungen († 1218), Minnesänger
Möschenfelder Straße, Ramersdorf
(1960) Möschenfeld, Gemeindeteil von Grasbrunn östlich von München
Moselstraße, Englschalking
(1932) Mosel, linker Nebenfluss des Rheins
Möslweg, Freimann
(1950) alter Flurname
Motorstraße, Milbertshofen
(1913) Motorenbau in Milbertshofen (z. B. BMW)
Mottlstraße, Schwabing
(1914) Felix Mottl (1856–1911), österreichischer Dirigent und Komponist
Möwestraße, Waldtrudering
(1933) Möwen, Vogelfamilie
Mozartstraße, Ludwigsvorstadt
(1886) Wolfgang Amadeus Mozart (1756–1791), österreichischer Musiker und Komponist
Muffatstraße, Schwabing
(1898)
Karl Muffat (1797–1868), Architekt und Stadtplaner
Karl August Muffat (1804–1878), Historiker, Archivar und Numismatiker
Mühlangerstraße, Aubing-Lochhausen-Langwied, Pasing-Obermenzing, Allach-Untermenzing
(2006) Flurname
Mühlbach am ,
(1876)
(1918) 18. Stadtbezirk
Mühlbachstraße,
(1876)
(1918) 18. Stadtbezirk
Mühlbaurstraße, Bogenhausen
(1902) Gustav von Mühlbaur (1816–1889), königlich-bayerischer Generalmajor
Mühldorfstraße, Berg am Laim
(1914) Mühldorf am Inn, Kreisstadt in Oberbayern
Mühlerweg, Pasing
(1947) Heinrich von Mühler (1813–1874), deutscher Jurist und Politiker
Mühlhaissenstraße, Pasing
(1938) Mühlhaissen, altes Bauerngeschlecht in Pasing
Mühlhölzlweg, Allach-Untermenzing
(1950) alter Flurname
Mühlstraße,
(1876)
Mühlthaler Straße, Fürstenried
(1921) Mühlthal, Abschnitt des Würmtals zwischen Leutstetten und Königswiesen
Mülhauser Straße, Thalkirchen
(1930) Mülhausen (Mulhouse), Stadt im Elsass
Müllerstadelstraße, Lochhausen
(1947) Müllerstadel, ehemaliger Gutshof
Müllerstraße, Altstadt, Isarvorstadt
(vor 1826) früher Standort mehrerer Mühlen
Müllritterstraße, Feldmoching
(1956) Peter Müllritter (1906–1937), deutscher Fotograf, Kameramann und Bergsteiger
Münchberger Straße, Südgiesing
(1931) Münchberg, Stadt in Oberfranken
Münchhausenstraße, Obermenzing
(1947)
Gregor Münch zu Münchhausen, Pfleger der Hofmark Menzing
Karl Friedrich Hieronymus Freiherr von Münchhausen (1720–1797), deutscher Adliger, genannt Lügenbaron
Münchner Freiheit, Schwabing
(1946) Gedenken an die Widerstandsgruppe Freiheitsaktion Bayern
Münchner-Kindl-Weg, Neuharlaching
(1962) Münchner Kindl, offizielle Wappenfigur von München
Münchner Straße, Thalkirchen
(1900) führte von Thalkirchen nach München
Münchnerstraße,
(1918) 24.er Stadtbezirk
Munckerstraße, Thalkirchen-Obersendling-Forstenried-Fürstenried-Solln
(1979) Franz Muncker (1855–1926), deutscher Literaturhistoriker
Mundesgasse, Alt-Aubing
(1947) Mundes, alter Hausname
Münsinger Straße, Obersendling
(1929) Münsing, Gemeinde im Landkreis Bad Tölz-Wolfratshausen
Münzstraße, Altstadt
(vor 1780), ehemalige Münze an dieser Stelle
Murnauer Straße, Sendling-Westpark, Obersendling
(1904) Murnau, Gemeinde im Landkreis Garmisch-Partenkirchen
Murnauerstraße,
(1918) 19. Stadtbezirk
Murtalstraße, Pasing
(1951) Tal der Mur in der Steiermark
Musäusstraße, Pasing
(1947) Johann Karl August Musäus (1735–1787), deutscher Philologe, Schriftsteller und Literaturkritiker
Musenbergstraße, Johanneskirchen
(1931) Musenberg, gelehrte Gesellschaft, Vorläufer der Bayerischen Akademie der Wissenschaften
Museumsinsel, Isarvorstadt
(1908) Standort des Deutschen Museums, früher Kohleninsel
Museumstraße,
(1876)
(1918) 13. Stadtbezirk
Muspelheimstraße, Bogenhausen
(1935) Muspellsheim, Gegend der nordischen Mythologie
Muspillistraße, Oberföhring
(1930) Muspilli, umfangreiche althochdeutsche Stabreimdichtung
Mussinaustraße,
(1918) 19. Stadtbezirk
Muthmannstraße, Freimann
(1968) Wilhelm Muthmann (1861–1913), deutscher Chemiker
Muthstraße, Solln
(1949) Carl Muth (1867–1944), katholischer Publizist
Mutschellestraße, Berg am Laim
(1922) Sebastian Mutschelle (1749–1800), römisch-katholischer Priester
Muttenthalerstraße, Solln
(1947) Anton Muttenthaler (1820–1870), Maler, Zeichner und Lithograf Vorher hieß die Straße Jägerstraße.
Mutter-Teresa-Straße, Riem
(2005) Mutter Teresa (1910–1997), Ordensschwester, Gründerin der Missionarinnen der Nächstenliebe, Trägerin des Friedensnobelpreises
Muxelstraße, Solln
(1947) Johann Nepomuk Muxel (1790–1870), Zeichner und Radierer. Zuvor hieß sie  Margaritenstraße.
Myrtenstraße, Blumenau
(1938) Myrte, immergrüner Strauch